# Бобруйський тролейбус
Бобруйський тролейбус (біл. Бабру́йскі тралéйбус) — діюча єдина тролейбусна система поза обласних центрів Білорусі в місті Бобруйськ Могильовської області.
Тролейбусне сполучення здійснює Бобруйський філіал «Тролейбусний парк № 2 ВАТ „Могильовоблавтотранс“». До 31 грудня 2015 року — УКПП «Бобруйське тролейбусне управління» (БТУ).
Загальну площа, яку займає підприємство — 9,6053 га. Виробничі потужності депо — 50 ремонтних місць. Протяжність тролейбусних ліній становить 40,7 км.
Бобруйський філіал «Тролейбусний парк № 2 ВАТ „Могильовоблавтотранс“» розташований за адресою: Мінське шосе, 144, Бобруйськ, Могильовська область.

## Історія
Будівництво тролейбусного парку почалося у 1974 році. Замовником будівництва було підприємство ВО «Бобруйськшина».
30 серпня 1978 року відбулося урочисте відкриття тролейбусного руху в місті.
У 1978 році здані в експлуатацію депо, 2 підстанції, адміністративний корпус, склад паливно-мастильних матеріалів, 17 км тролейбусних ліній і диспетчерський пункт «Єловики».

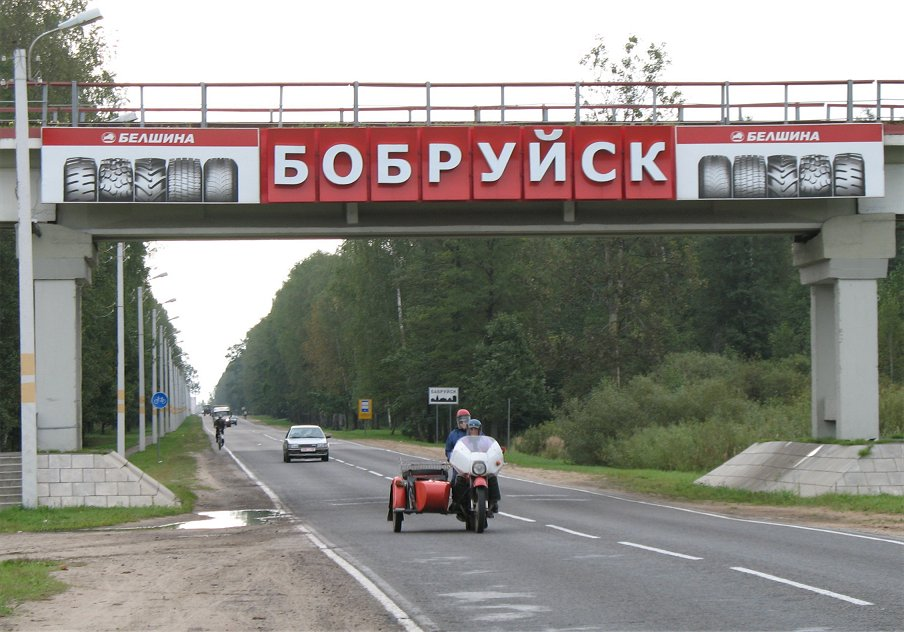
Реклама підприємства «Білшина» на автошляху

Бобруйське тролейбусне управління як підприємство, що входило в систему міськкомунгоспу, почало офіційно функціонувати 2 жовтня 1978 року. Станом на 2 жовтня 1978 року на балансі тролейбусного управління перебувало 28 тролейбусів, протяжність тролейбусних ліній складала 17 км, чисельність робітників і службовців — 189 чол. Начальником тролейбусного управління був на той час — Середа П. І. Для роботи безпосередньо на транспорті були задіяні водії з Мінська, Могильова, Брянська та інших міст.
У 1978 році в місті функціонував єдиний маршрут № 1 «ВО „Бобруйськшина“» — Вулиця Дзержинського", на лінію щодня виходило 16-18 машин. За жовтень-грудень 1978 року було перевезено 2 млн. 925 тис. пасажирів. Доходи склали — 148 тис. карбованців.
Новий вид міського транспорту — тролейбус, відразу сподобався мешканцям міста, став звичним і необхідним, що ставило перед молодим колективом нові завдання — забезпечити і надалі, у 1979-1980 роках, чітку роботу міського електротранспорту, досягати високої культури обслуговування пасажирів. Ці питання були обговорені на профспілковій конференції у лютому 1979 році і на відкритих партійних зборах у грудні 1979 року, в ході яких був прийнятий перший колективний договір.
У 1980 році введена нова тролейбусна лінія вулицею Інтернаціональною до залізничної станції Бобруйськ і організований новий маршрут № 2
У 1983 році розпочався рух тролейбусів вулицею Шинною до ВО «Бобруйськфермаш». Тролейбусний парк налічував вже 54 машин.
У 2000 році маршрут було подовжено на 5-й та 6-й мікрорайони.

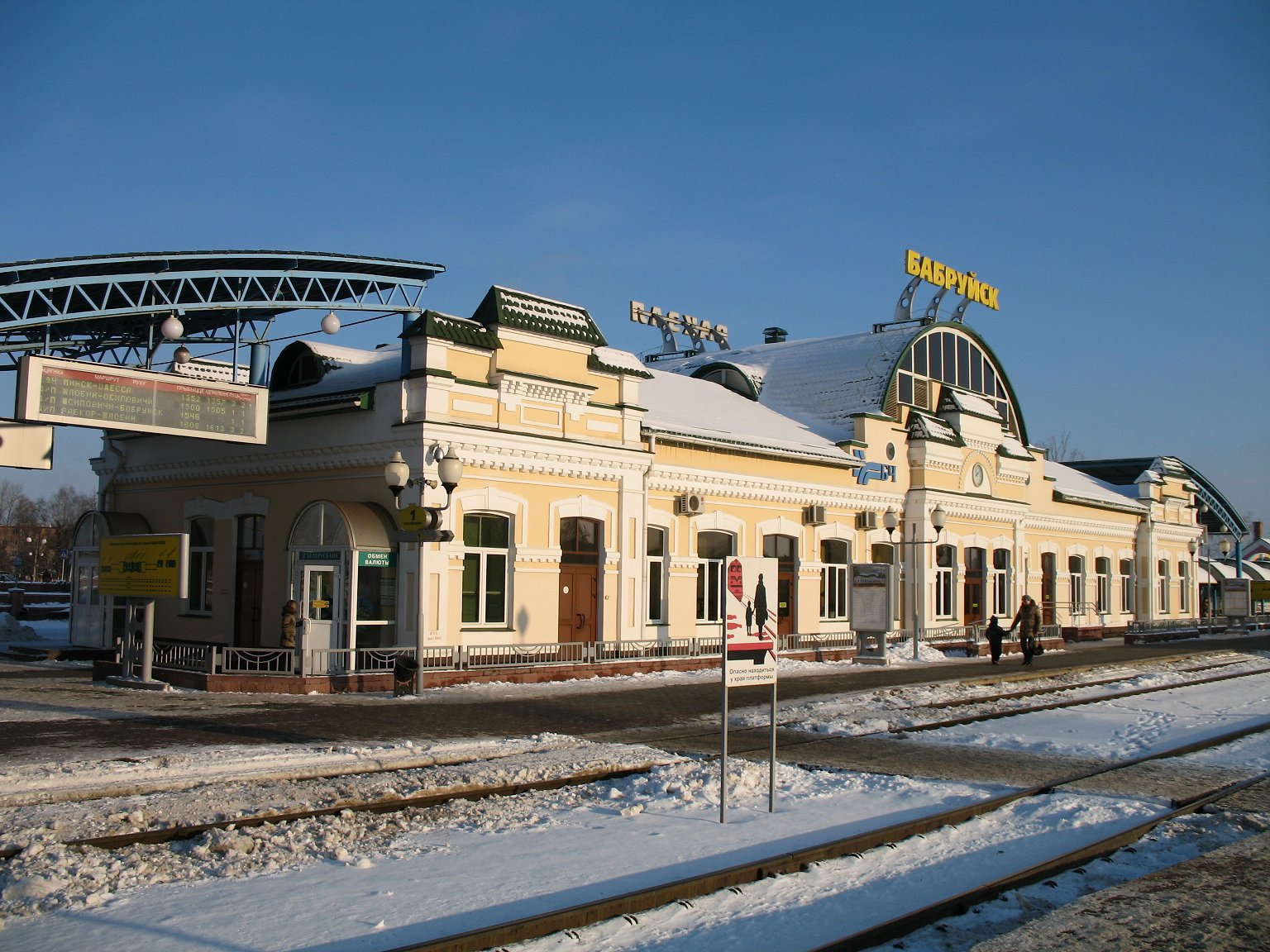
Станція Бобруйськ

У 2003 році відкрито маршрут № 3 «Вулиця Сікорського — Єловики».
2007 року відкрито маршрут № 4 «Вулиця Сікорського  — станція Бобруйськ», але невдовзі, через нерентабельність, припинив існування.
У вересні 2011 року почав роботу експериментальний тролейбусний маршрут № 4. На маршруті експлуатувався єдиний тролейбус АКСМ-333, який частину маршруту прямував на дизельному паливі (мікрорайон «Західний», ринок «Західний», ТВЦ «Корона»), а на вулиці Мінській підключався до лінії і рухається вже на електриці до вулиці Дзержинського. Нині маршрут не функціонує.
У перспективі передбачено відкриття нових ліній вздовж вул. Гагаріна — вул. Ульяновської — вул. Шевченка — вул. Крилова — станції Бобруйськ і до Льодового палацу

## Маршрути
У місті працюють 3 тролейбусних маршрута:
| Перелік маршрутів в місті Бобруйськ | Перелік маршрутів в місті Бобруйськ | Перелік маршрутів в місті Бобруйськ | Перелік маршрутів в місті Бобруйськ |
| №                                   | Кінцевий пункт, А                   | Кінцевий пункт, Б                   | Примітки                            |
| ----------------------------------- | ----------------------------------- | ----------------------------------- | ----------------------------------- |
| 1                                   | «Білшина»                           | Вулиця Дзержинського                |                                     |
| 2                                   | Вулиця Сікорського                  | Станція Бобруйськ                   |                                     |
| 3                                   | Вулиця Сікорського                  | Ринок «Єловики»                     | Працює в «годину пік»               |
| 4                                   | Вулиця Сікорського                  | Вулиця Дзержинського                | Працював у 2007 році                |
| 4                                   | Вулиця Гагаріна                     | Вулиця Дзержинського                | Працював у 2011 році                |

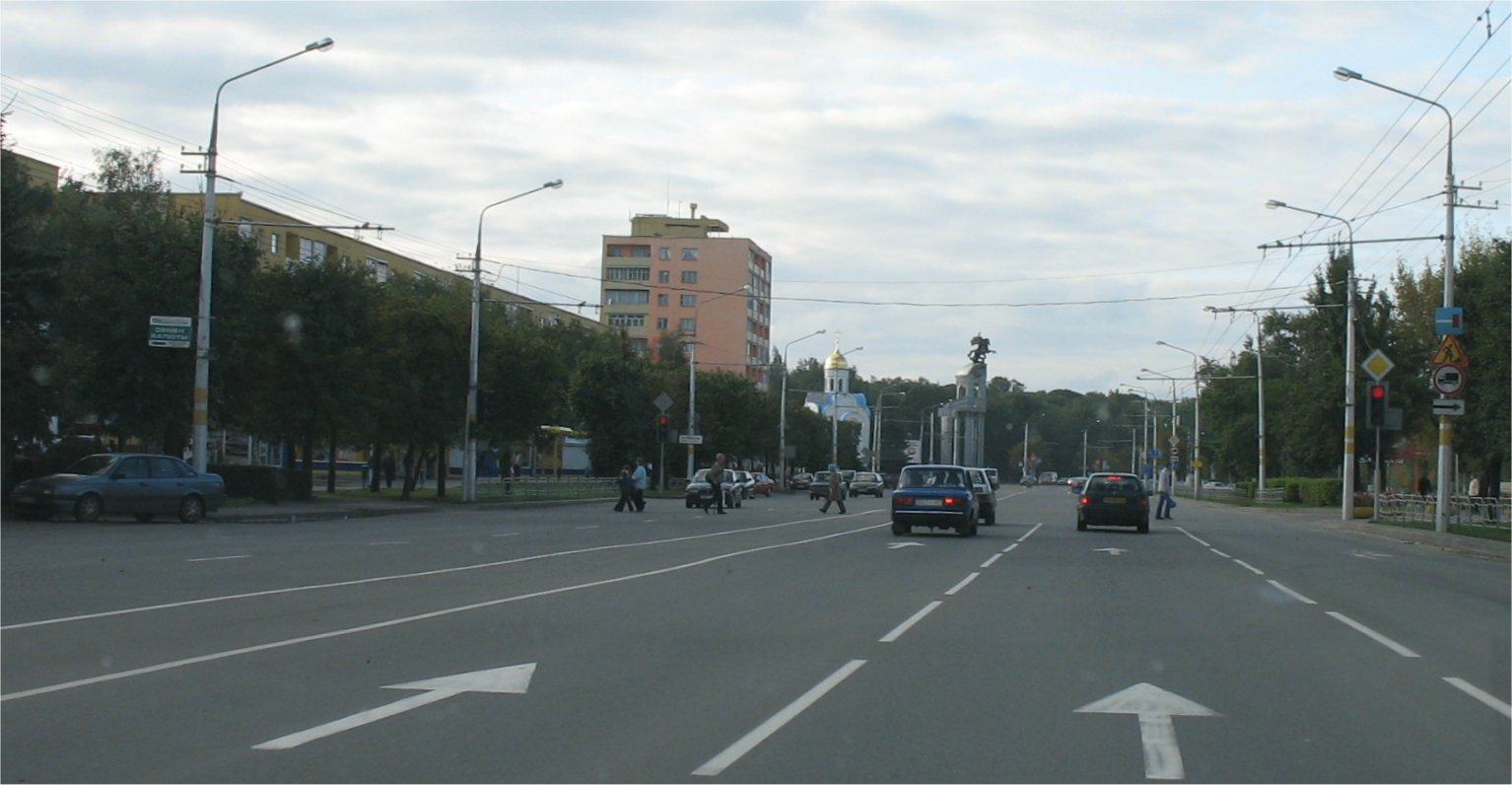
Мінське шосе
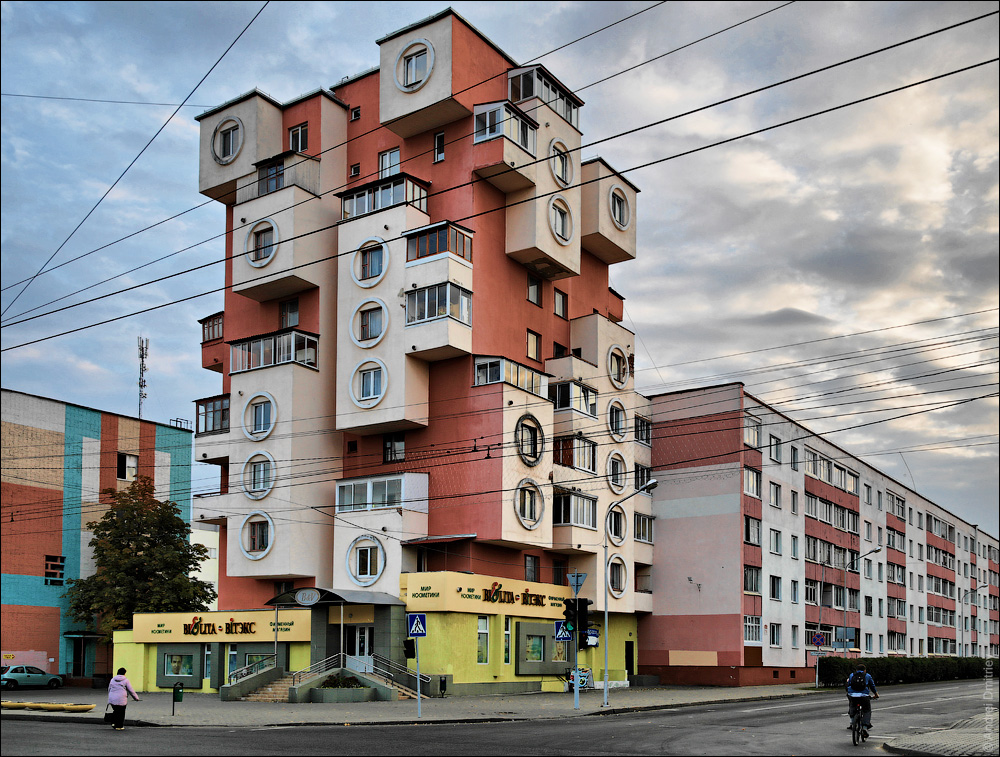
Мінське шосе
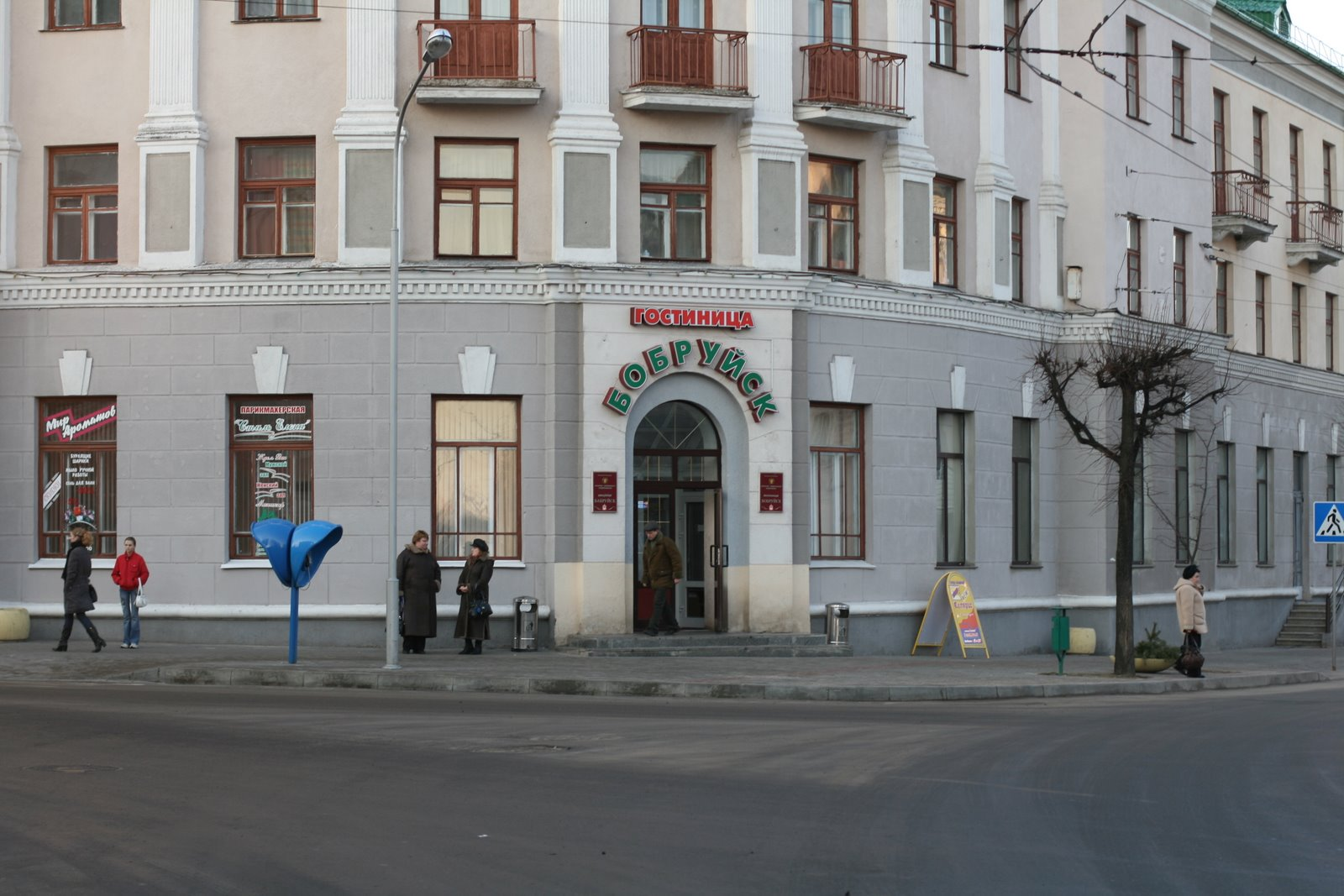
Вулиця Пролетарська

В перспективі плануються наступні маршрути:
| Перспективні маршрути | Перспективні маршрути | Перспективні маршрути |
| №                     | Кінцевий пункт, А     | Кінцевий пункт, Б     |
| --------------------- | --------------------- | --------------------- |
| 4                     | «Білшина»             | Дєдново               |
| 4А                    | «Білшина»             | Вулиця Орджонікідзе   |
| 5                     | Завод «Агромаш»       | Будинок зв'язку       |

## Вартість проїзду
| Динаміка вартості проїзду | Динаміка вартості проїзду |
| Дата встановлення тарифу  | Вартість, Br              |
| ------------------------- | ------------------------- |
| 1 листопада 2011          | 1100,00                   |
| 6 квітня 2012             | 1300,00                   |
| 23 травня 2012            | 1700,00                   |
| 1 жовтня 2013             | 2200,00                   |
| 1 квітня 2014             | 3200,00                   |
| 20 серпня 2014            | 3500,00                   |
| 1 січня 2017              | 0,45                      |

## Рухомий склад
На балансі Бобруйський філіал «Тролейбусний парк № 2 ВАТ „Могильовоблавтотранс“» станом на травень 2018 року перебуває 53 троллейбуса:
| Перелік рухомого складу | Перелік рухомого складу |
| Тип моделі              | Кількість, шт.          |
| ----------------------- | ----------------------- |
| БКМ 32102 «Сябар»       | 35                      |
| БКМ 20101               | 9                       |
| БКС 321 «Сябар»         | 3                       |
| ЗиУ-682Г-016 [Г0М]      | 2                       |
| МАЗ-Етон Т203           | 2                       |
| БКМ 33300А              | 1                       |
| МАЗ-Етон Т215           | 1                       |
| Всього:                 | 53                      |

## Керівництво
За весь період функціонування підприємством керували:
- 2 жовтня 1978—4 грудня 1980 — Середа П. І.
- 4 грудня 1980—27 січня 1981 — Казанцев О. М. (в. о. начальника управління)
- 27 січня 1981—4 січня 2011 — Ткаченко Олександр Миколайович[15]
- з 4 січня 2011 — Венгура Леонід Володимирович.

Головні інженери:
- 3 серпня 1981—19 жовтня 1984 — Іванов В. Є.
- 5 грудня 1984—4 лютого 1997 — Подголін М. І.
- 5 лютого 1997—25 березня 2005 — Кукліцький В. К.
- 25 березня 2004—1 вересня 2011 — Жалобкевич В. В.

## Галерея

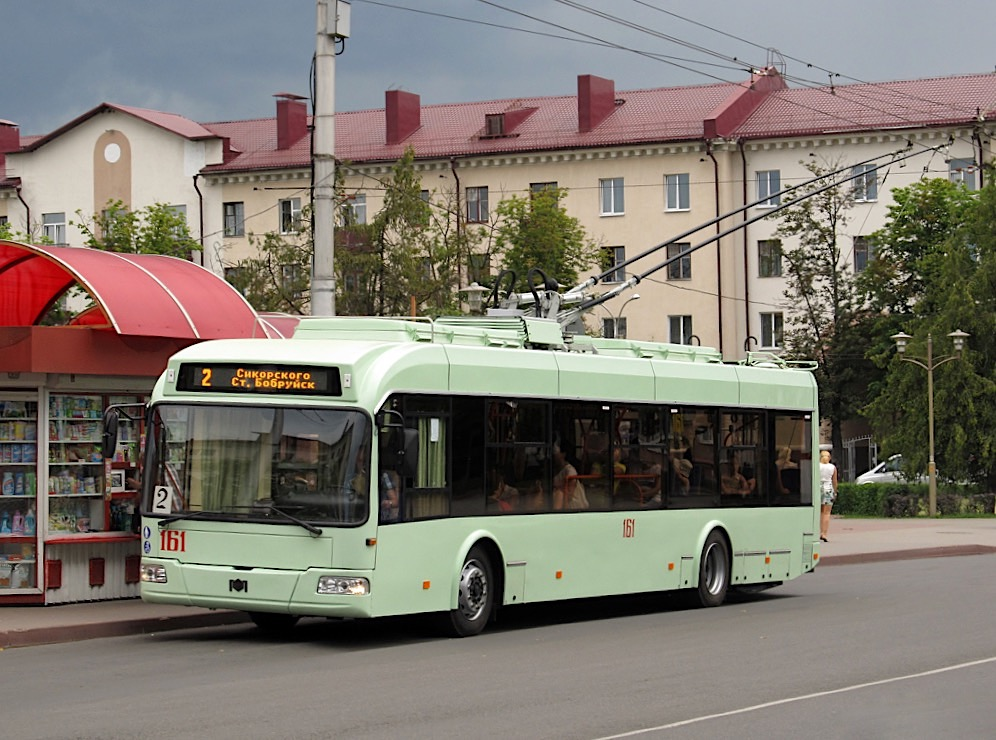
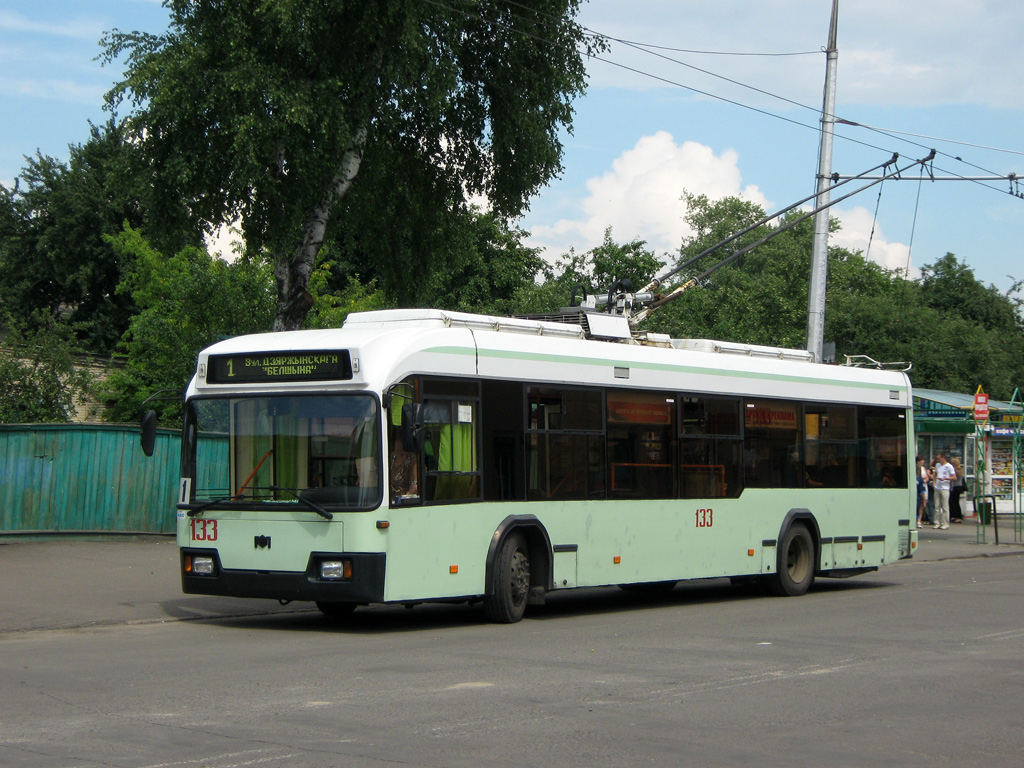
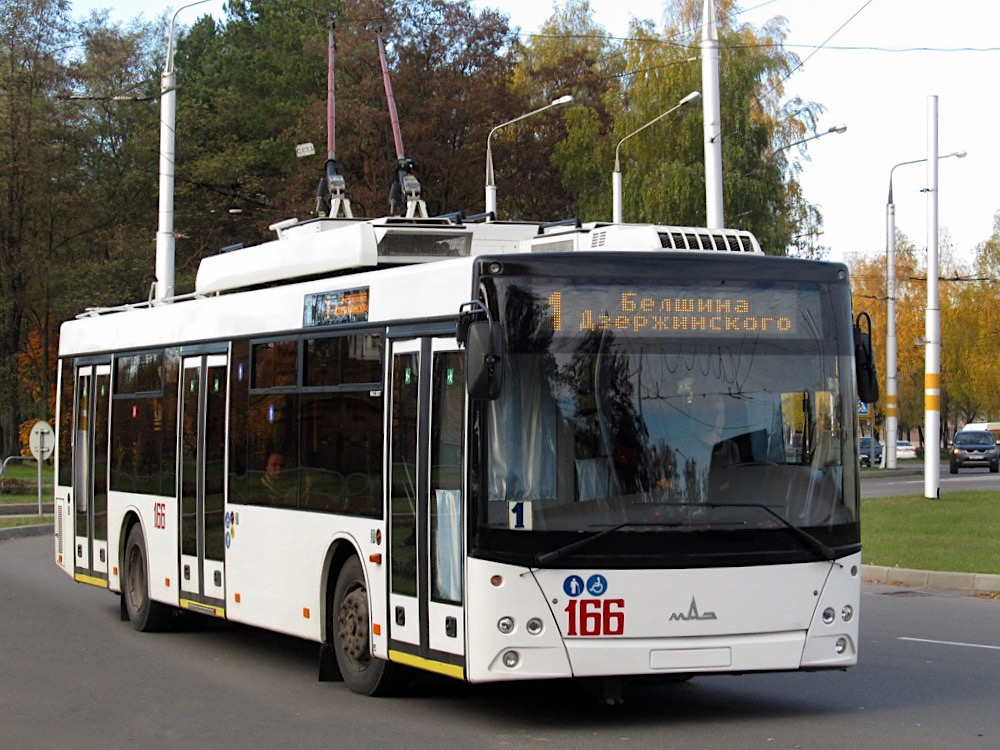
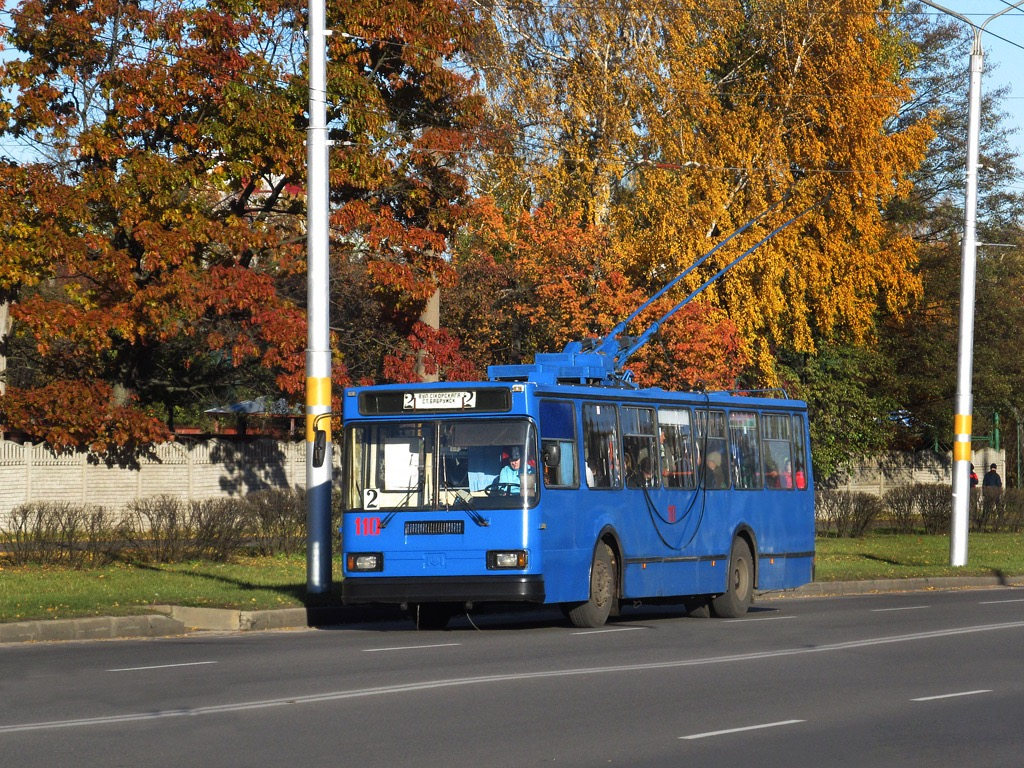
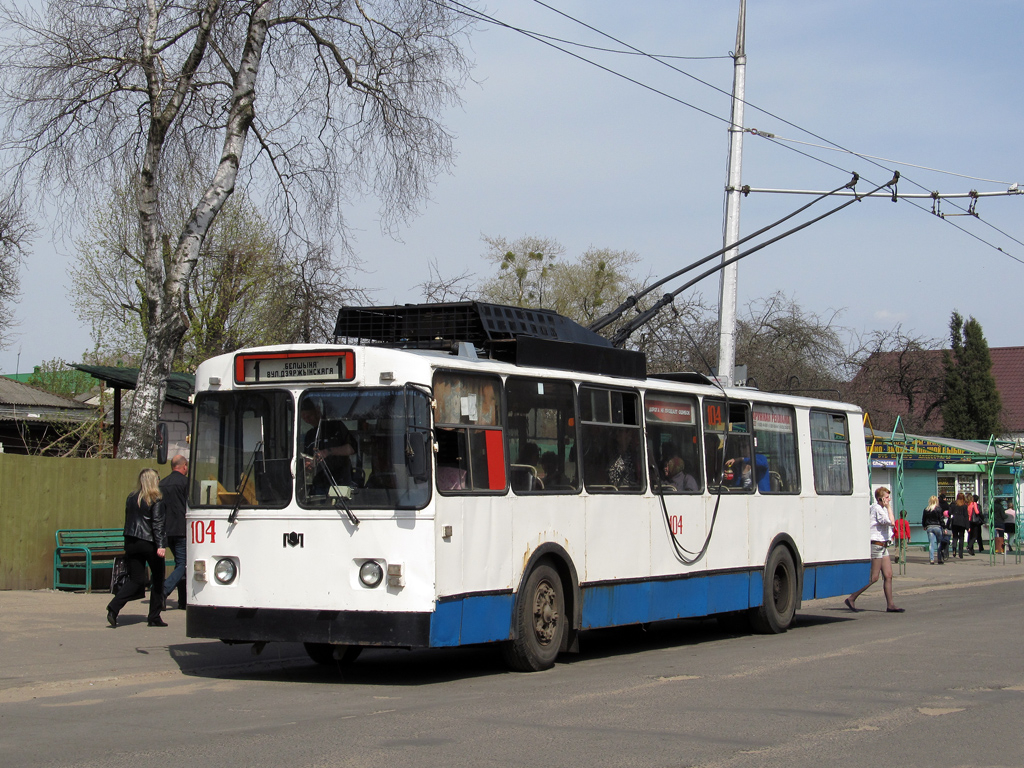
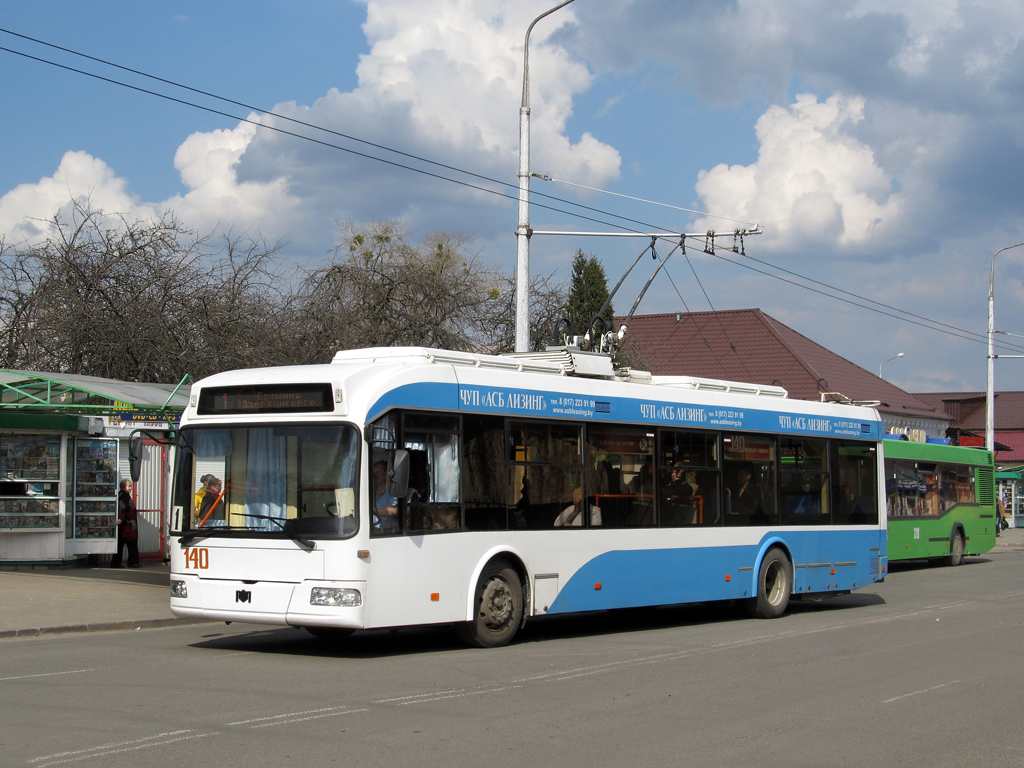
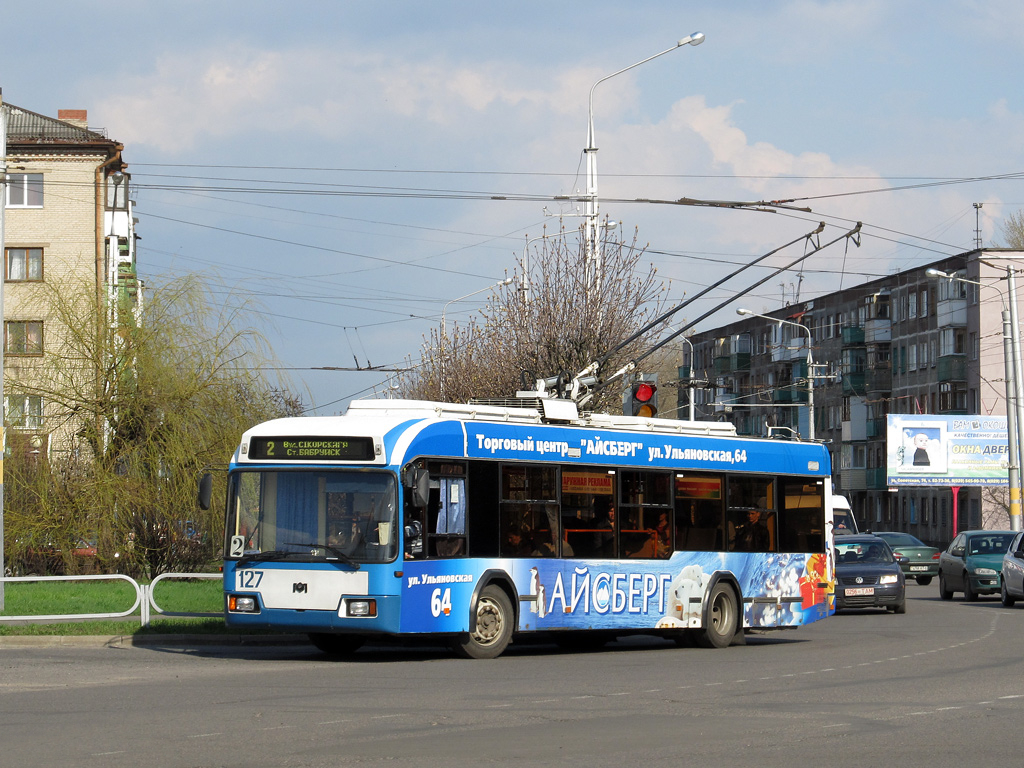
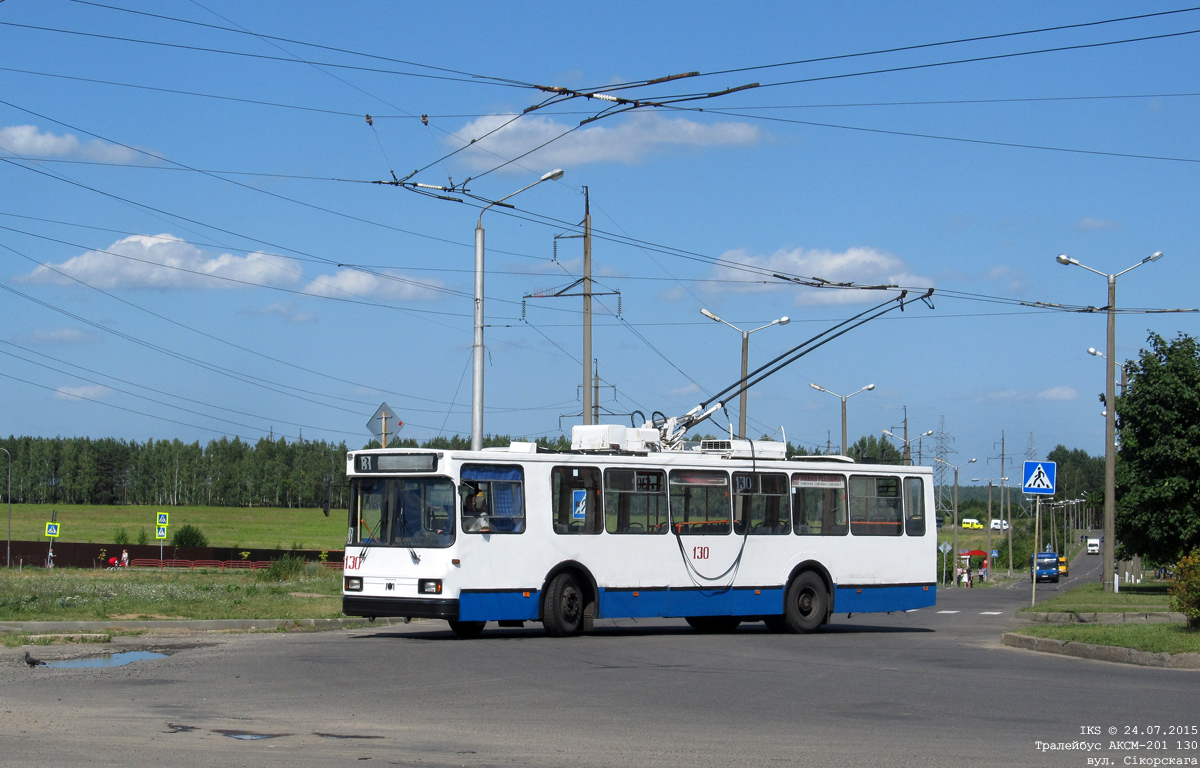
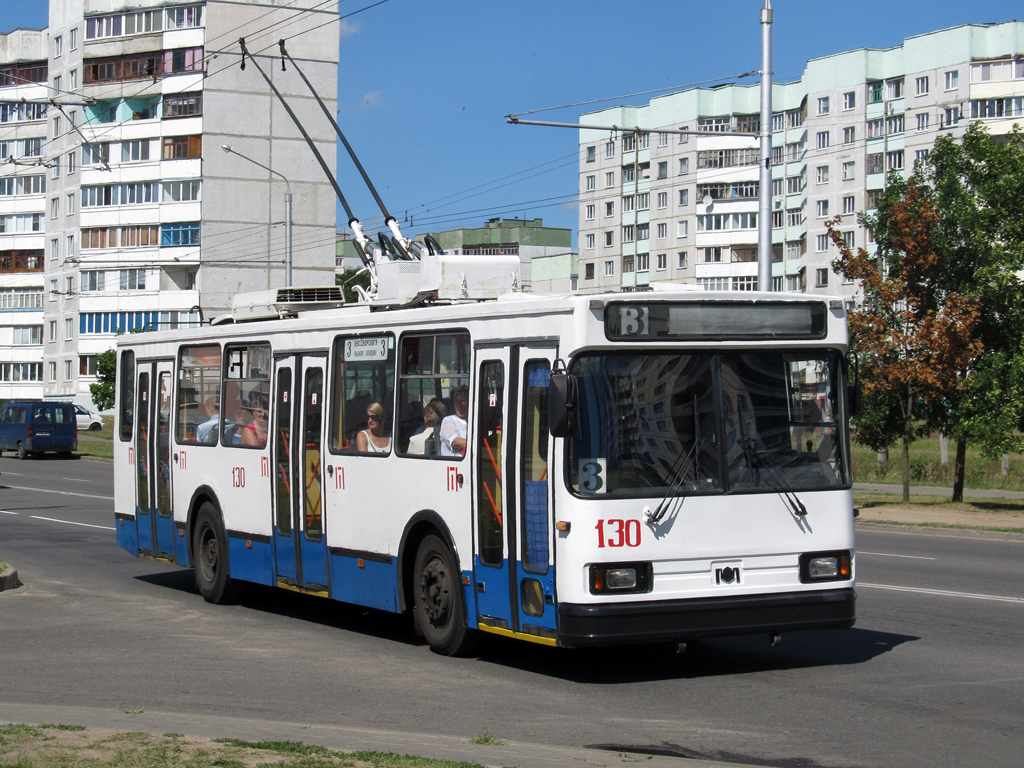
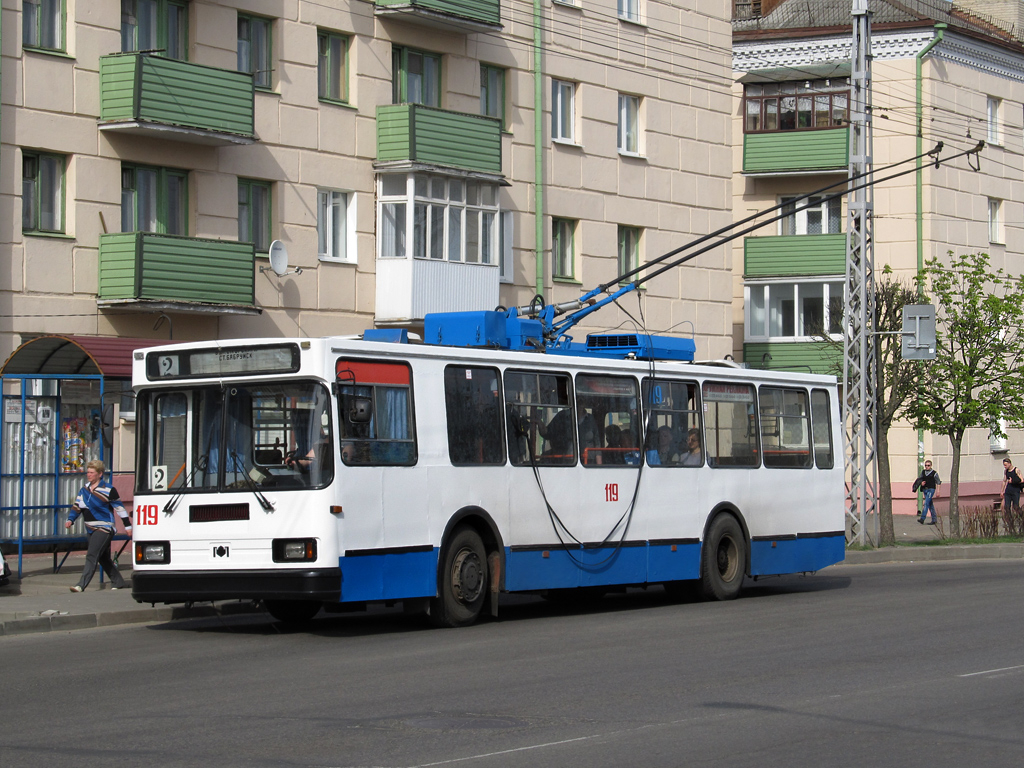
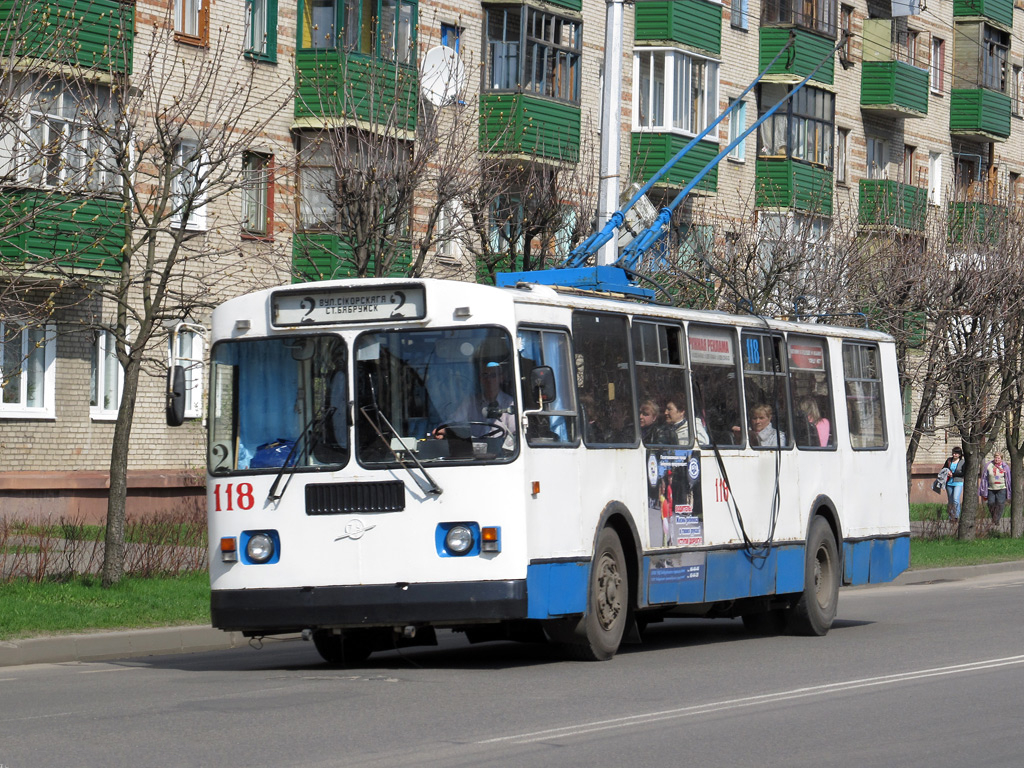
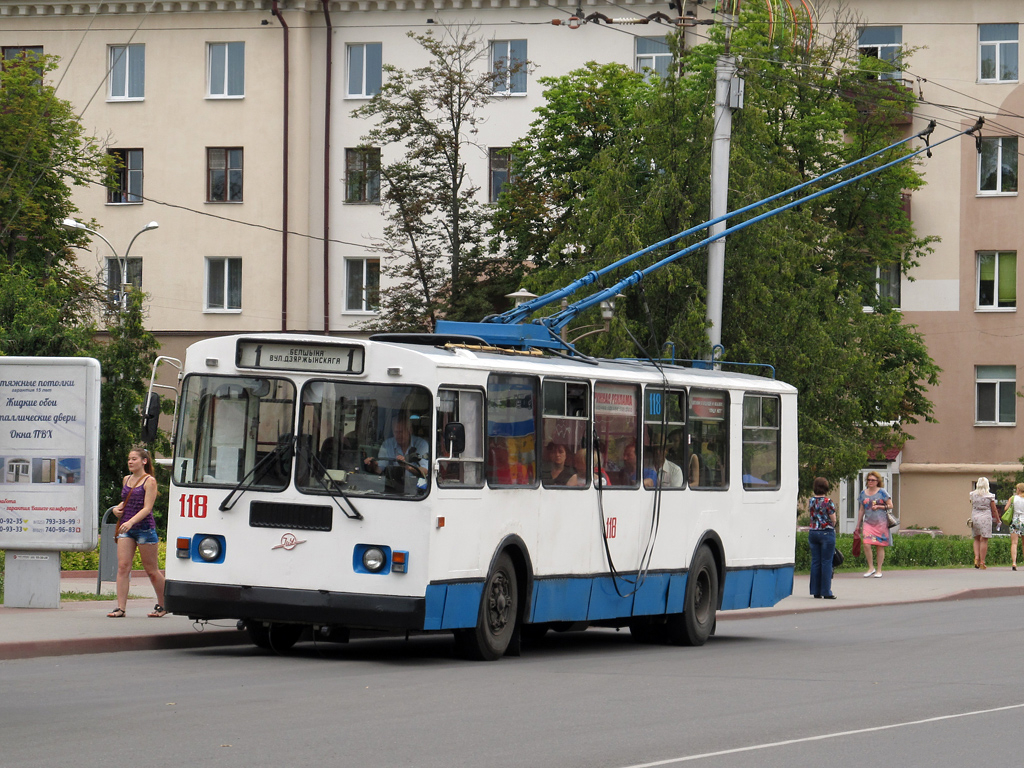
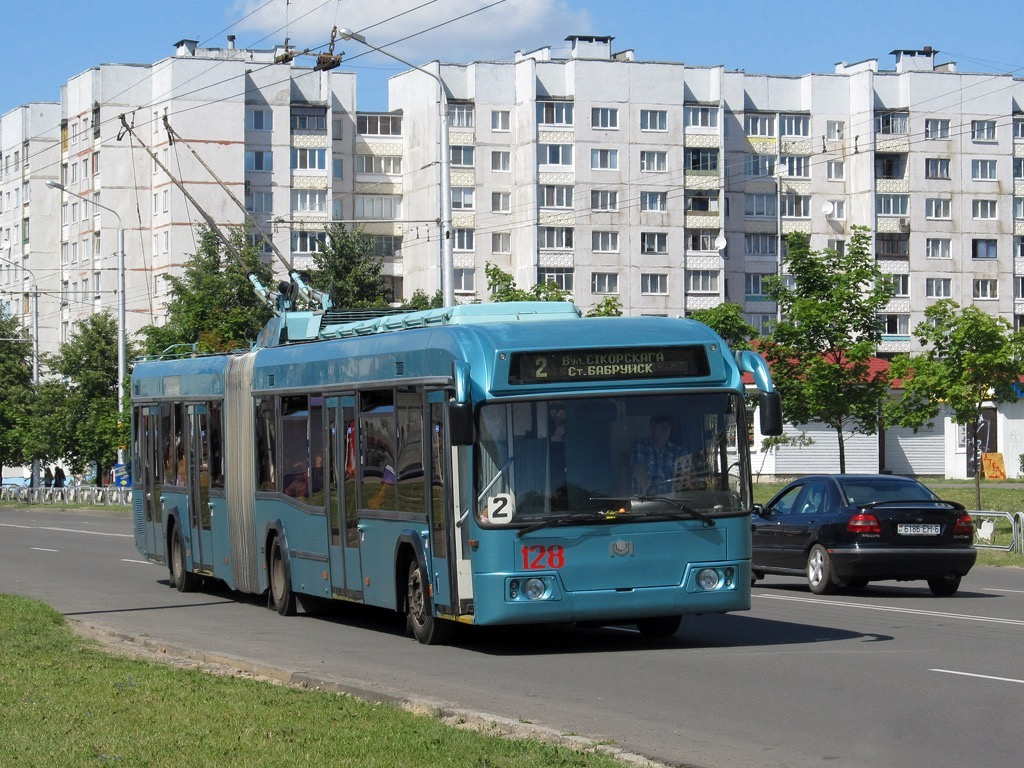
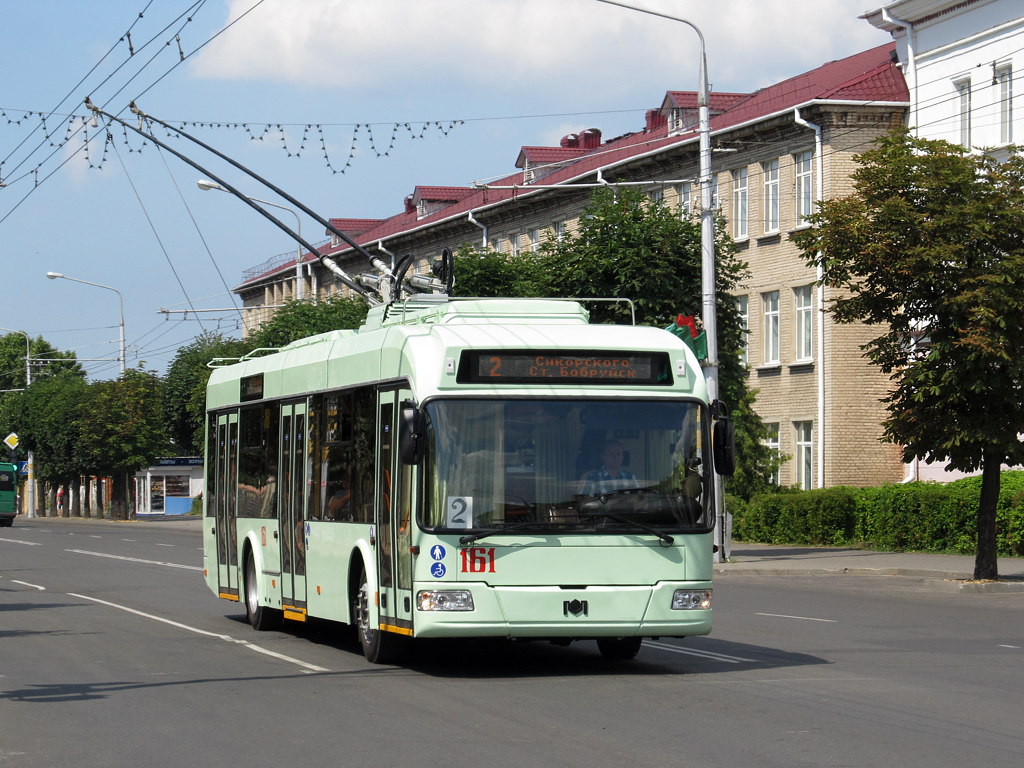
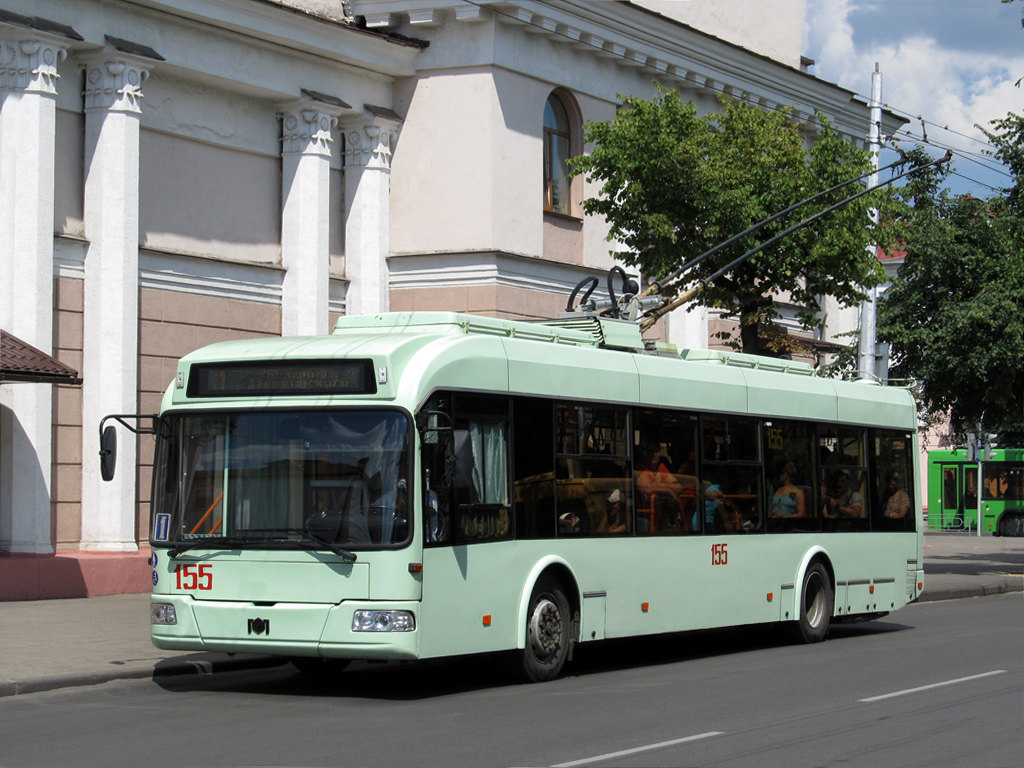
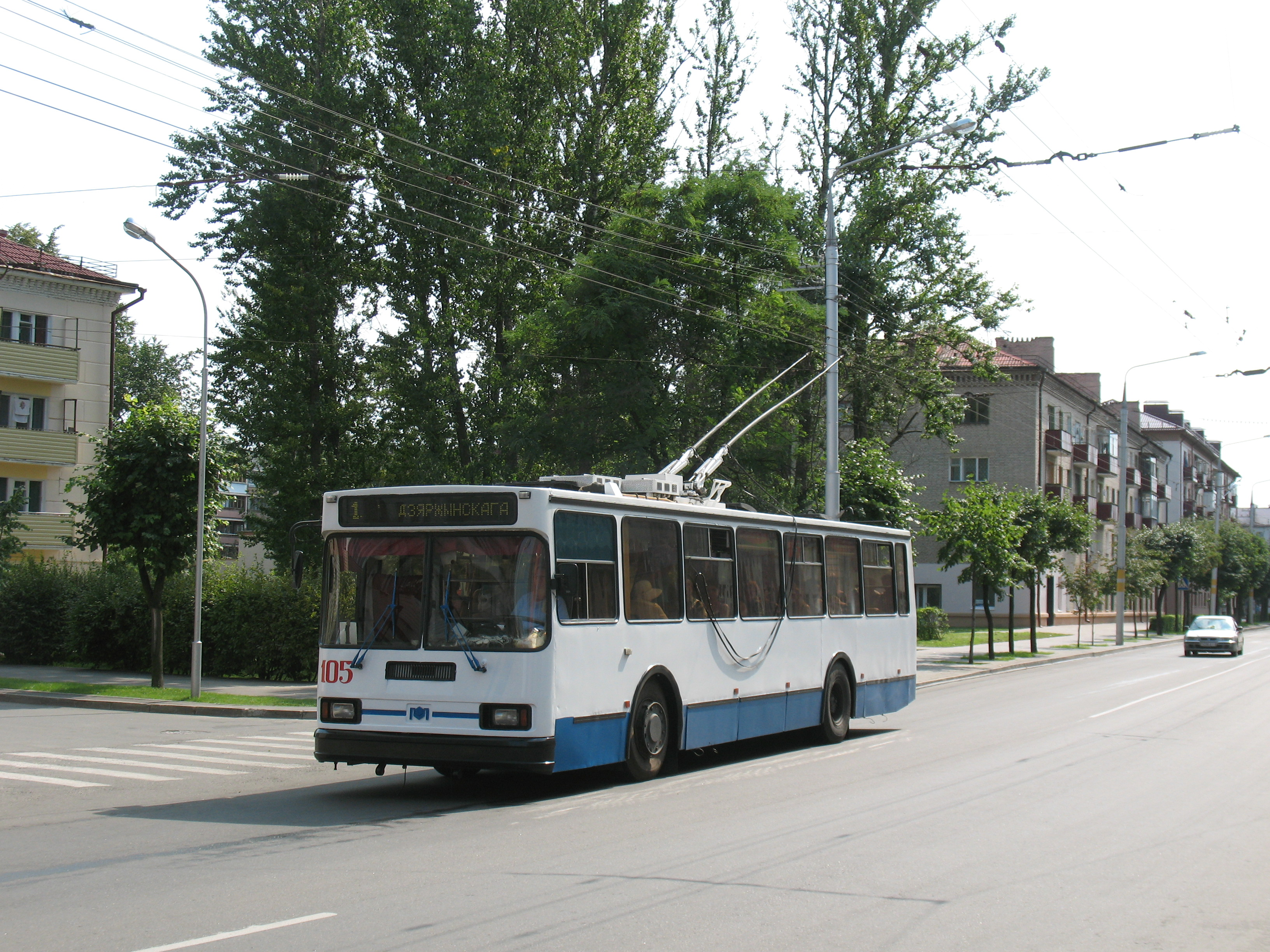
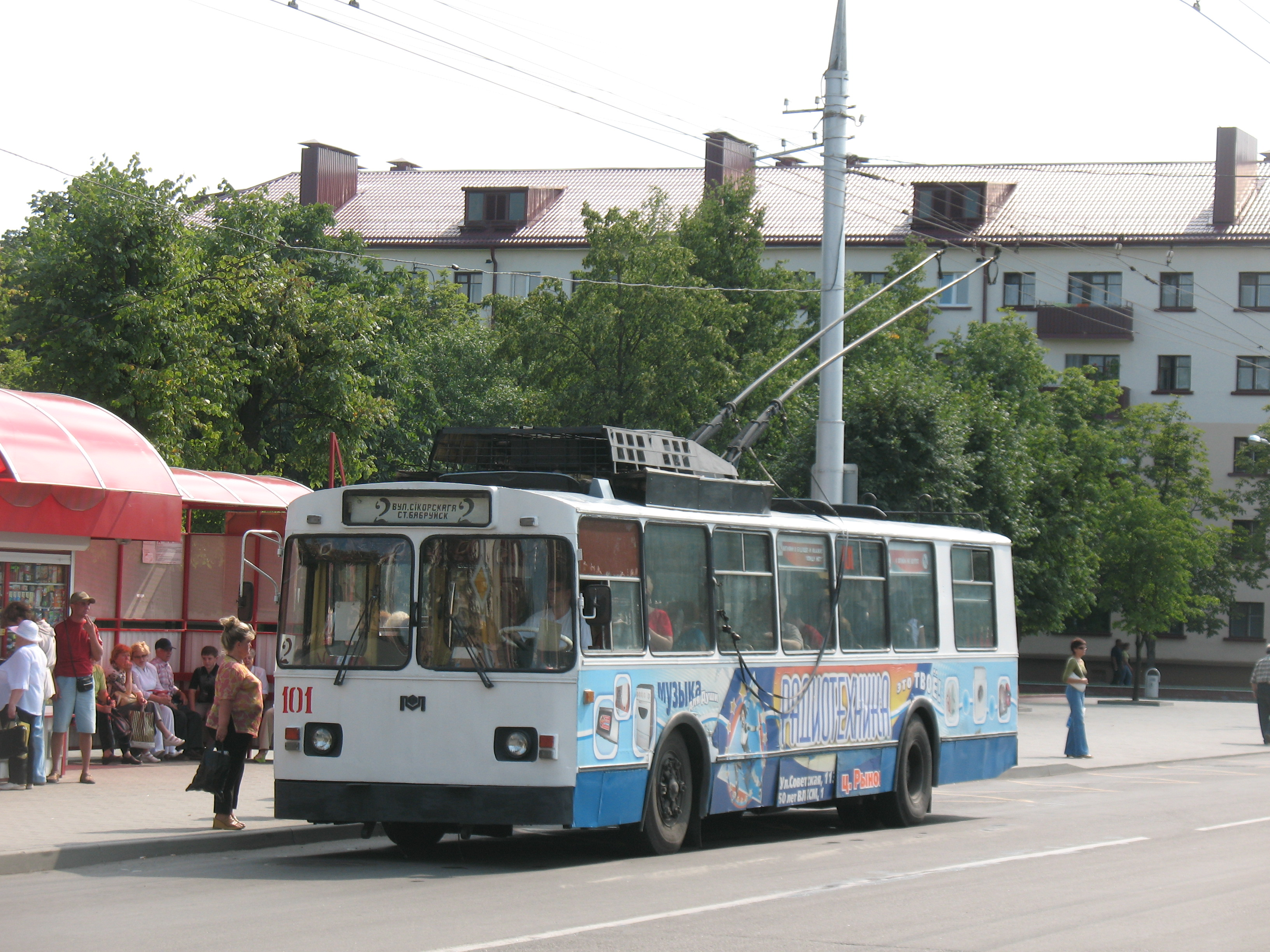
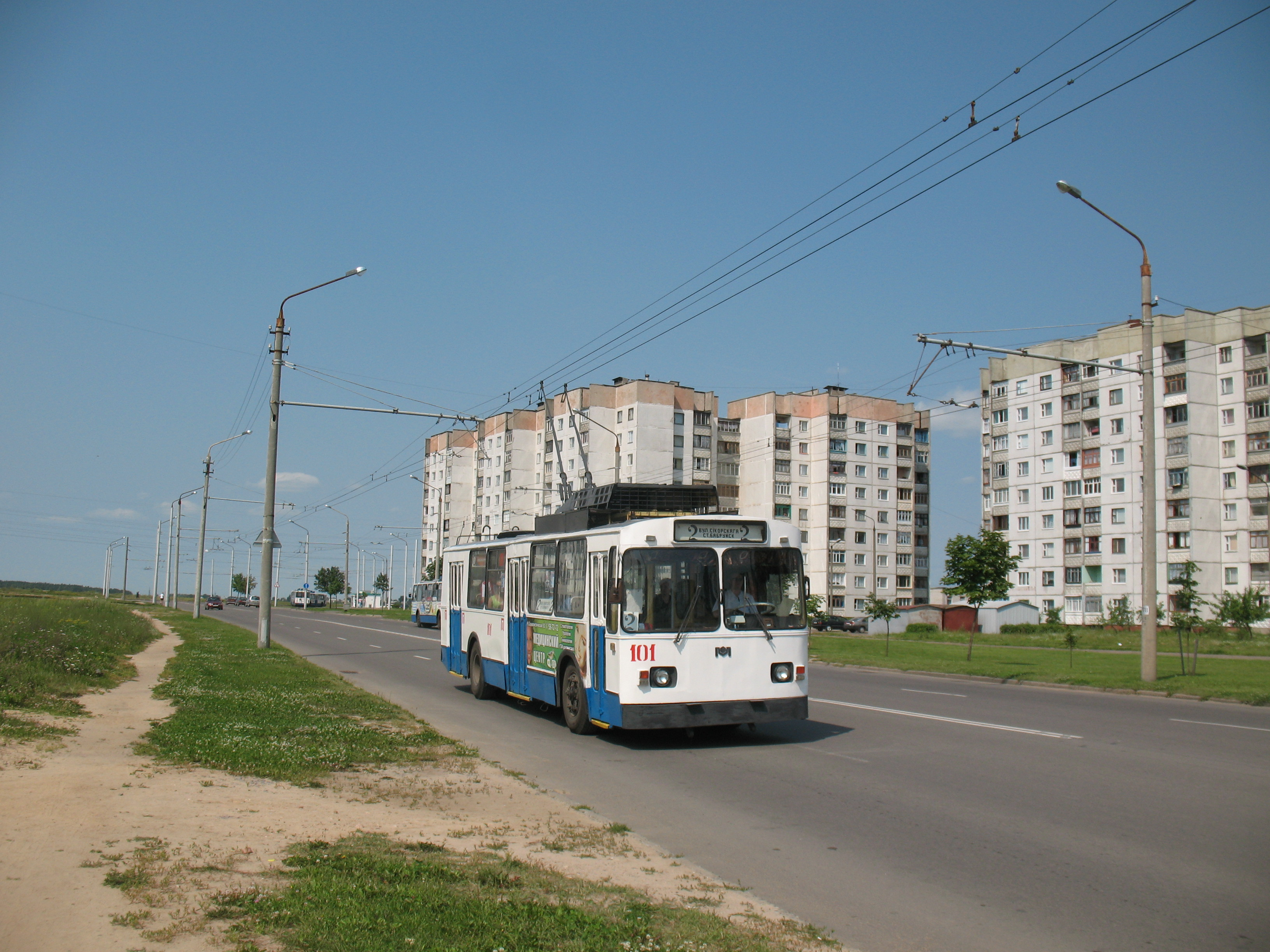
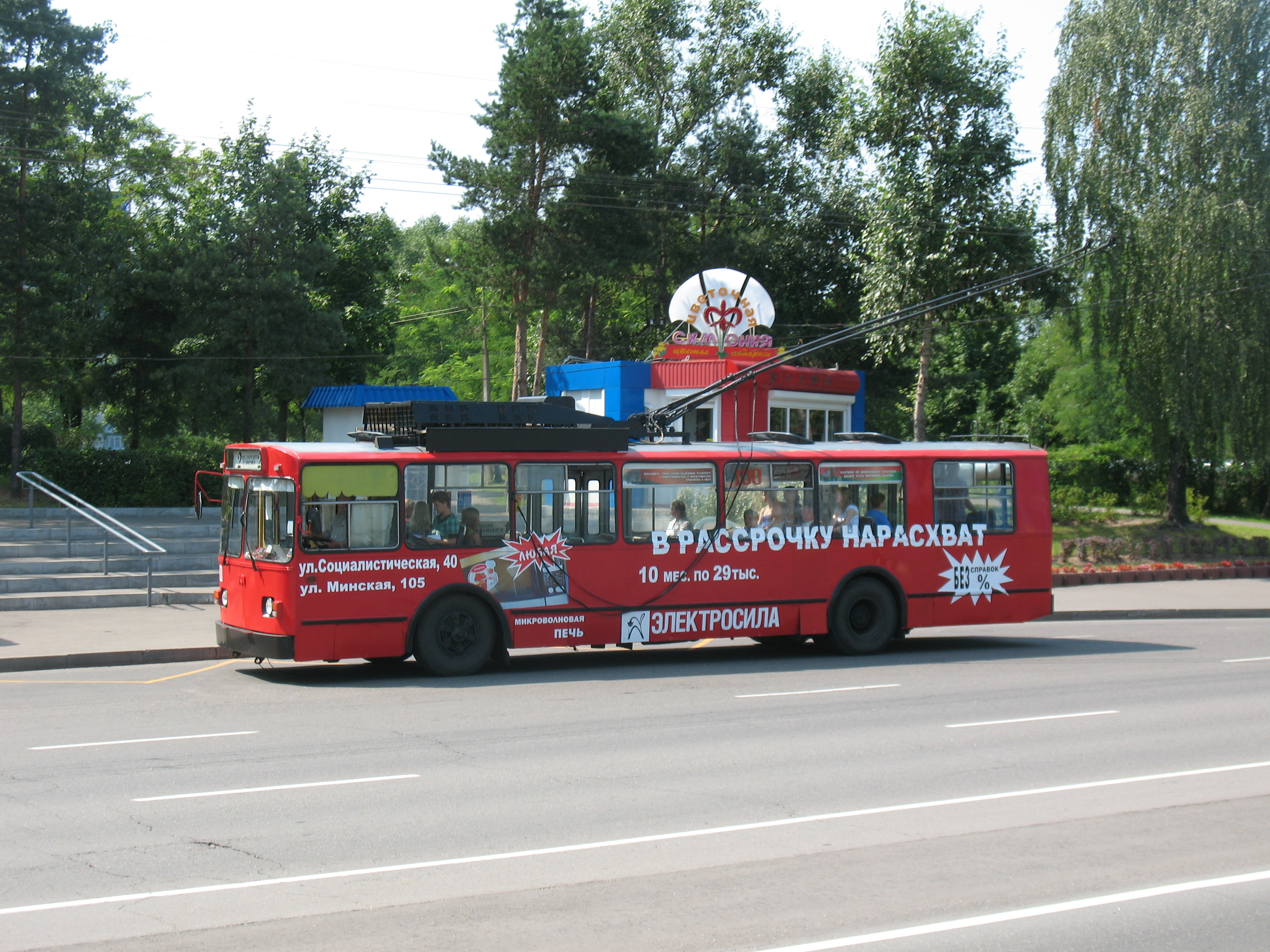
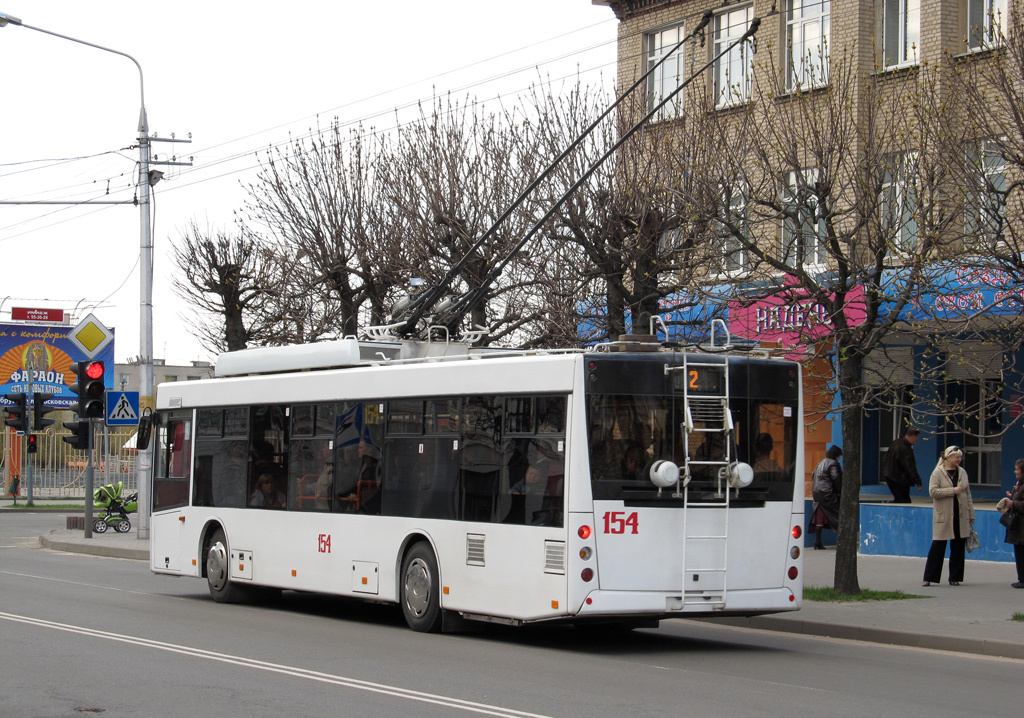
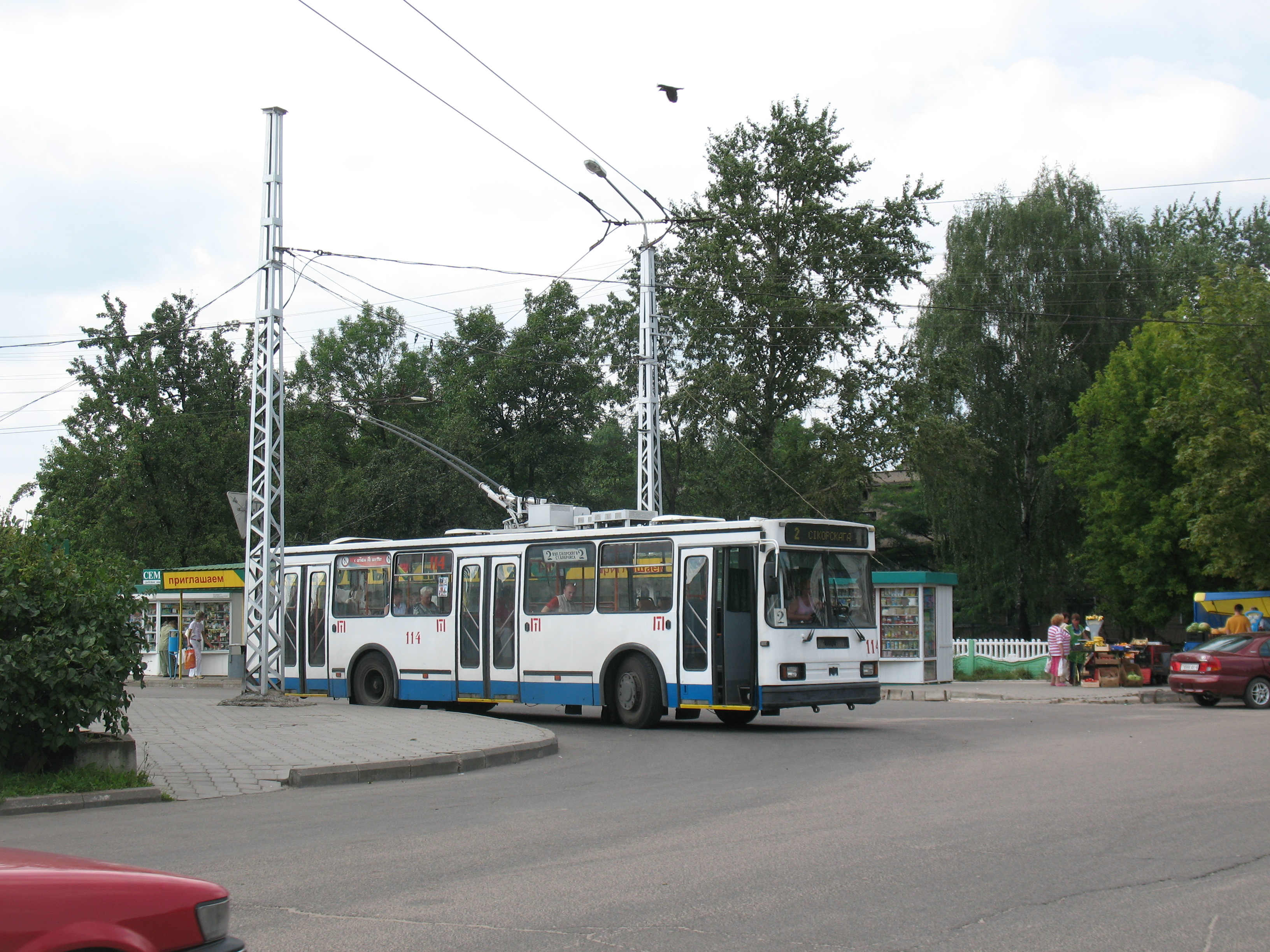
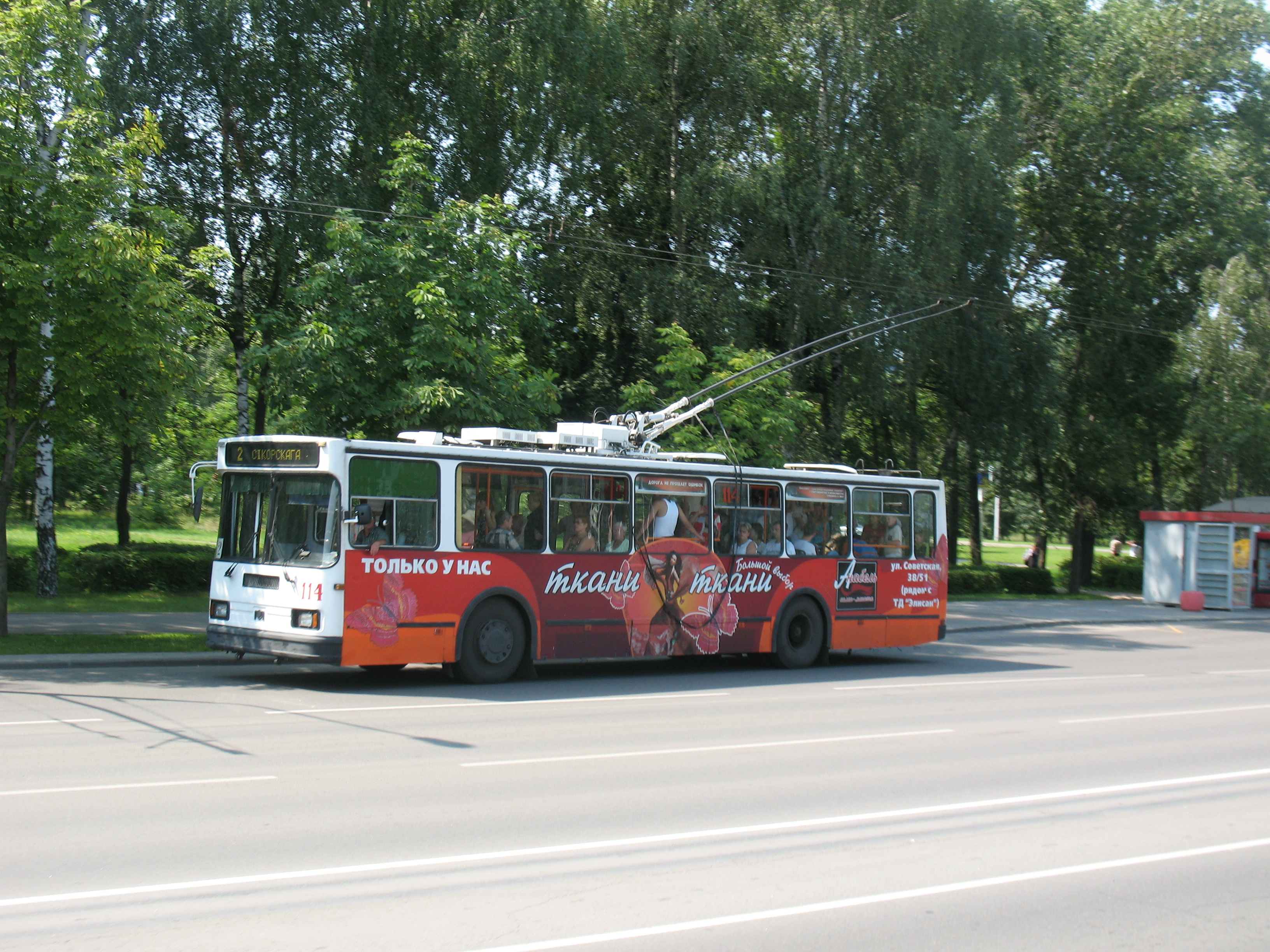
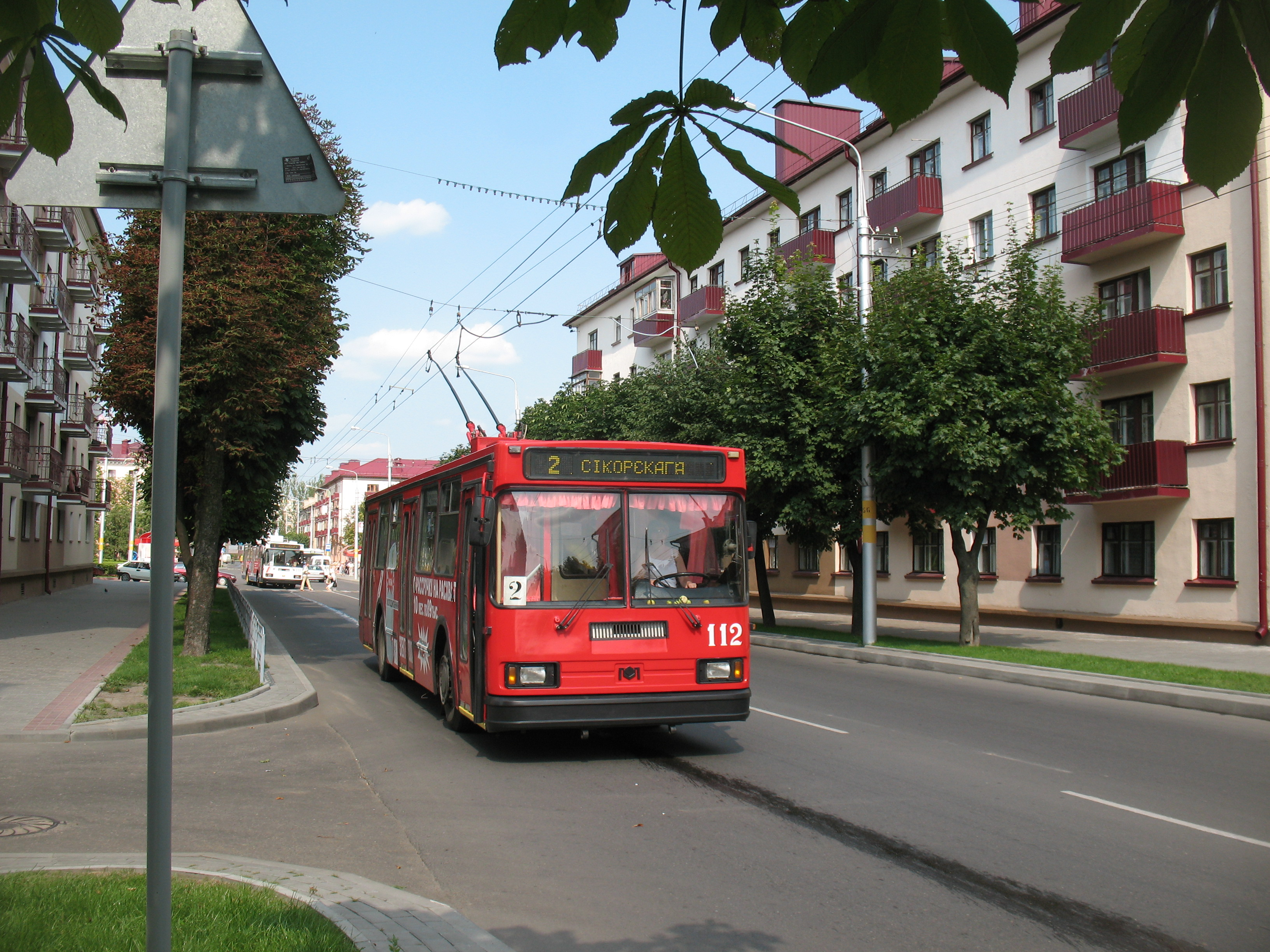
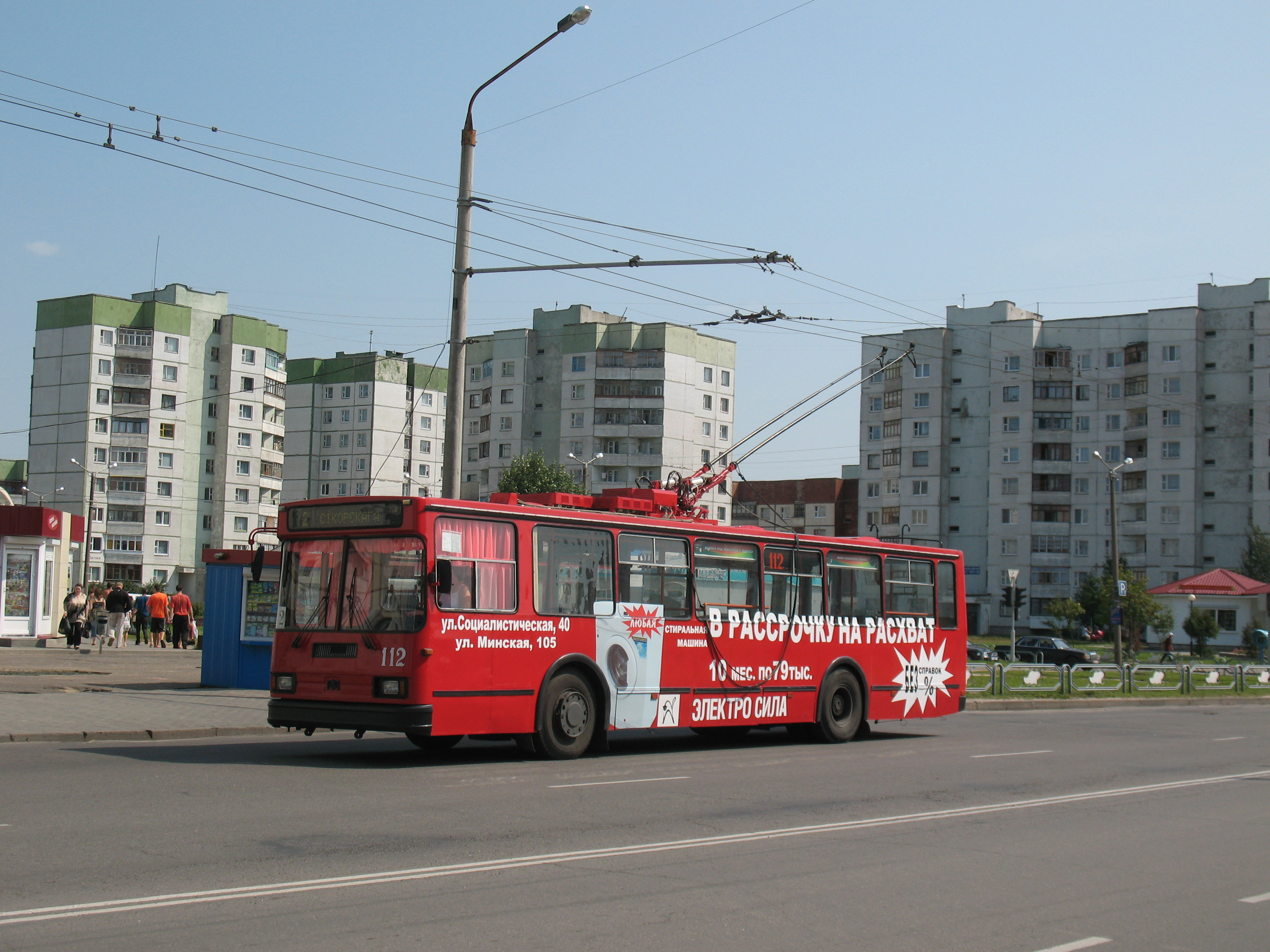
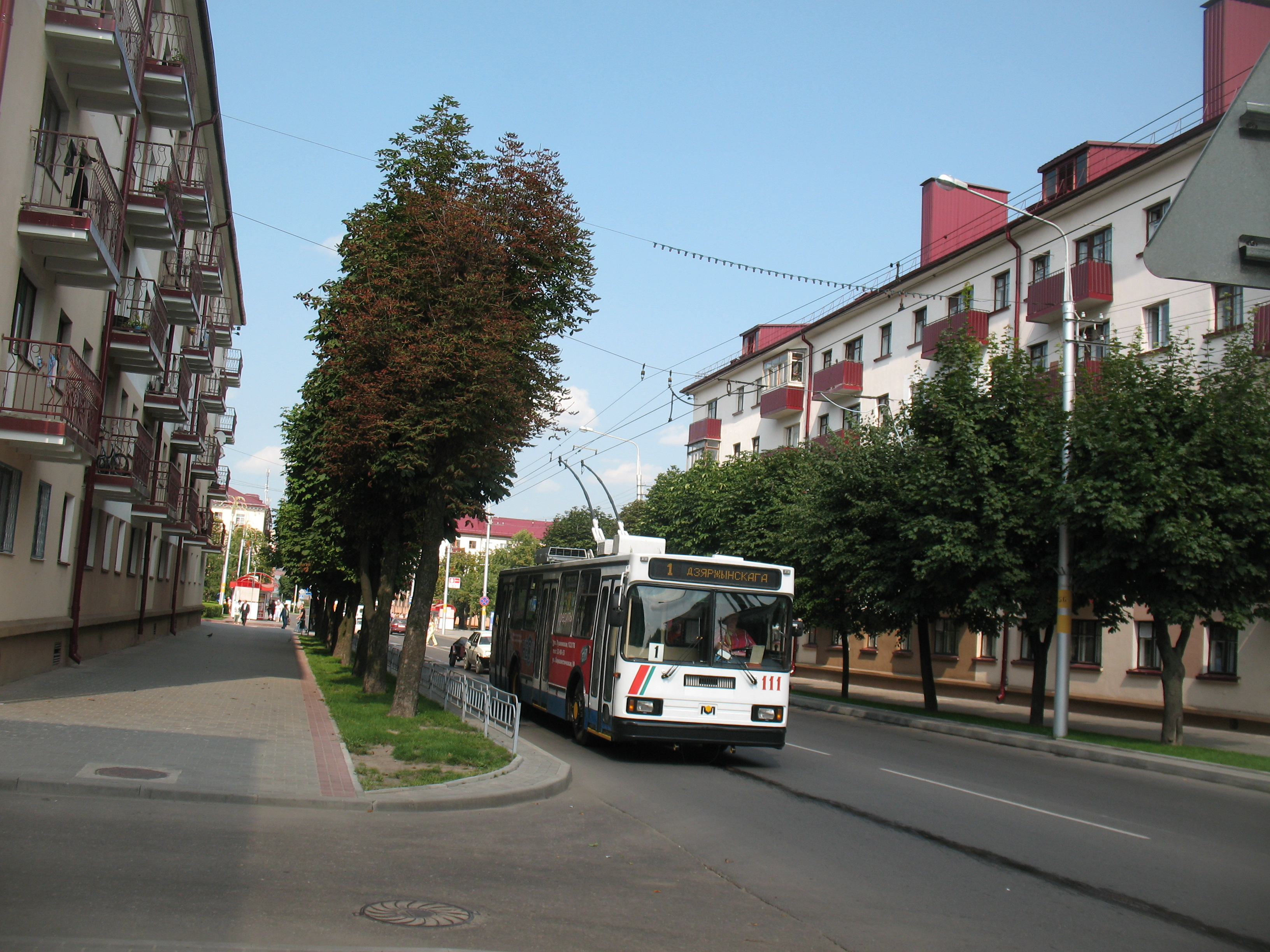
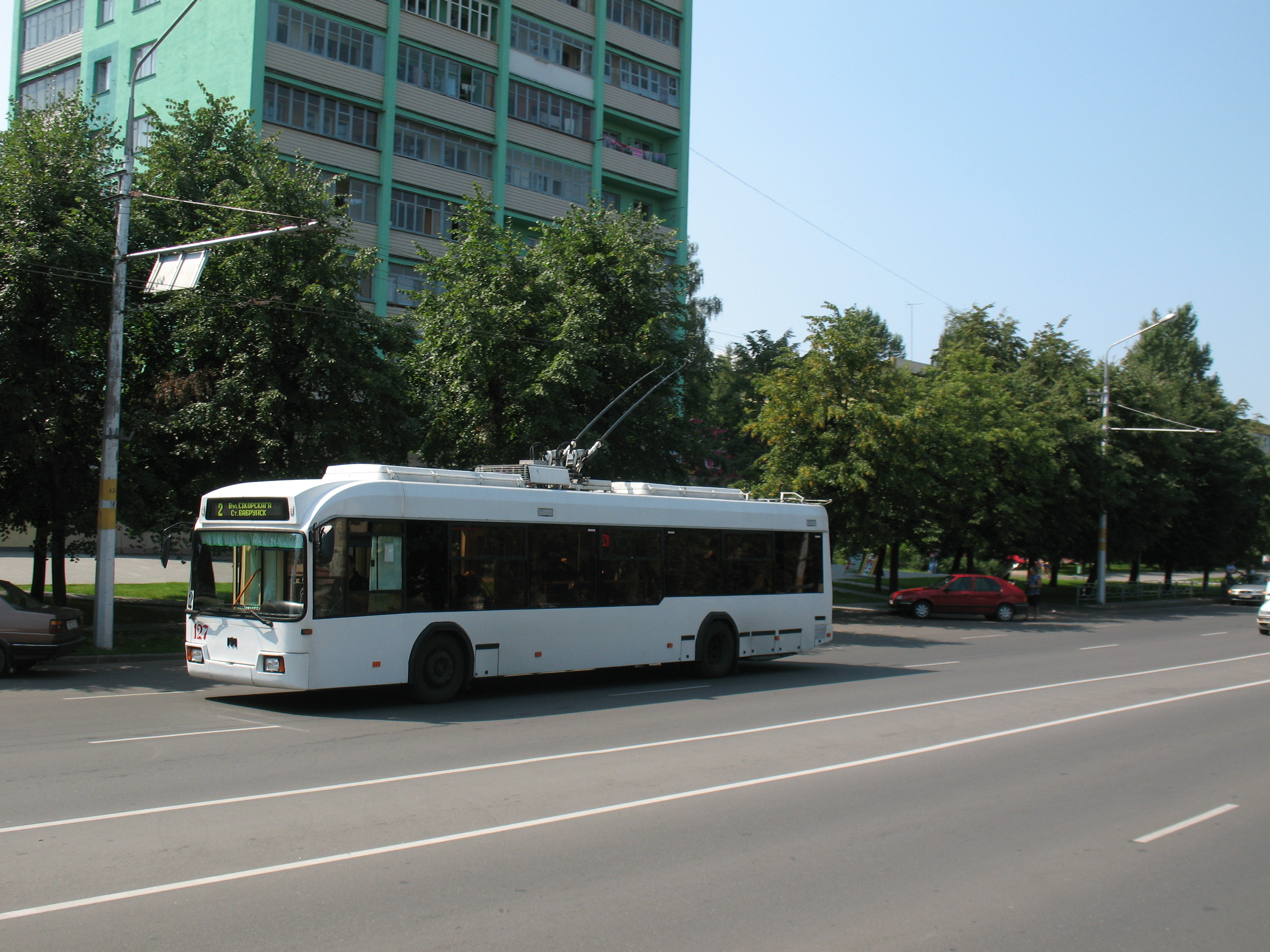
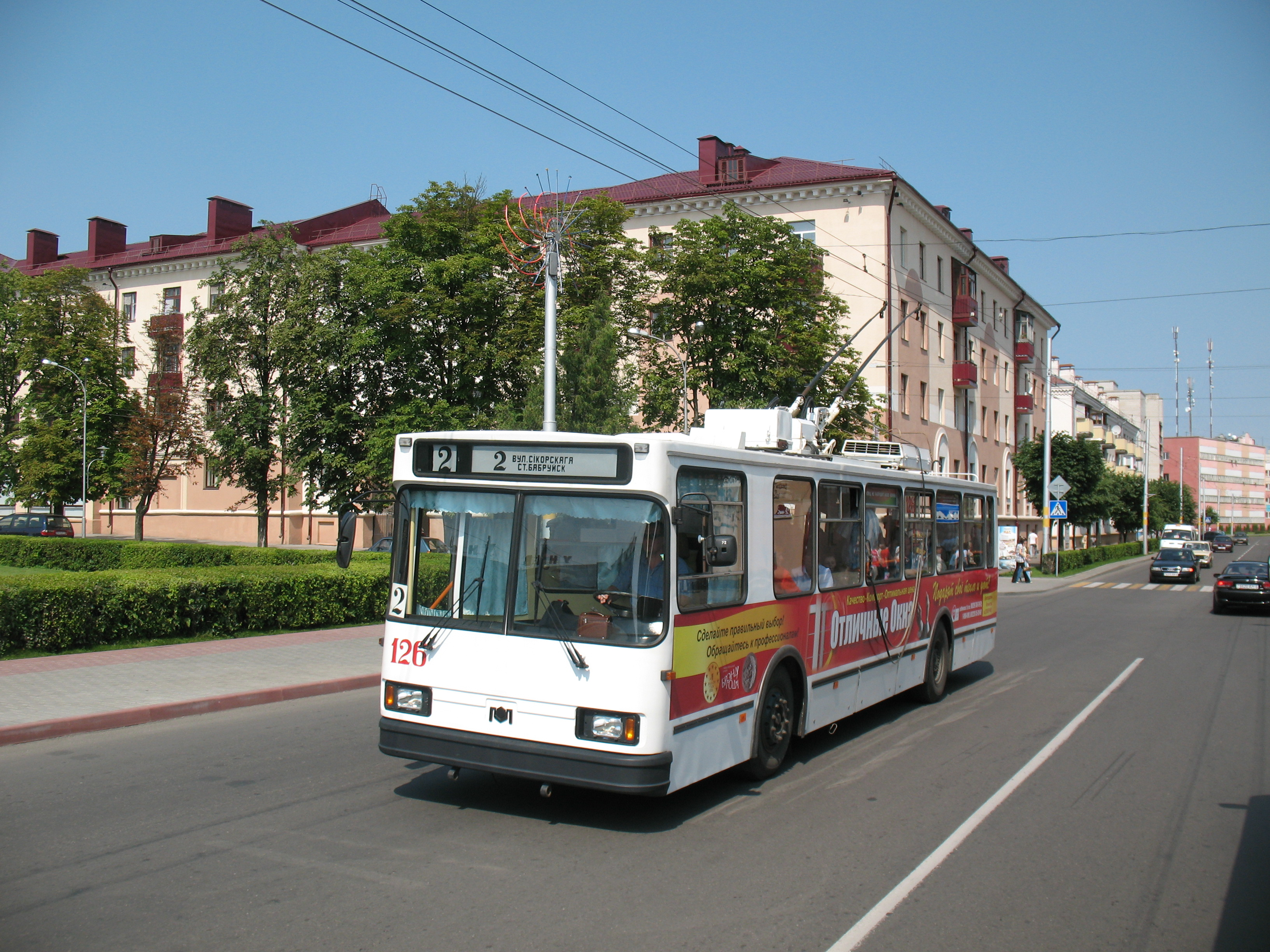
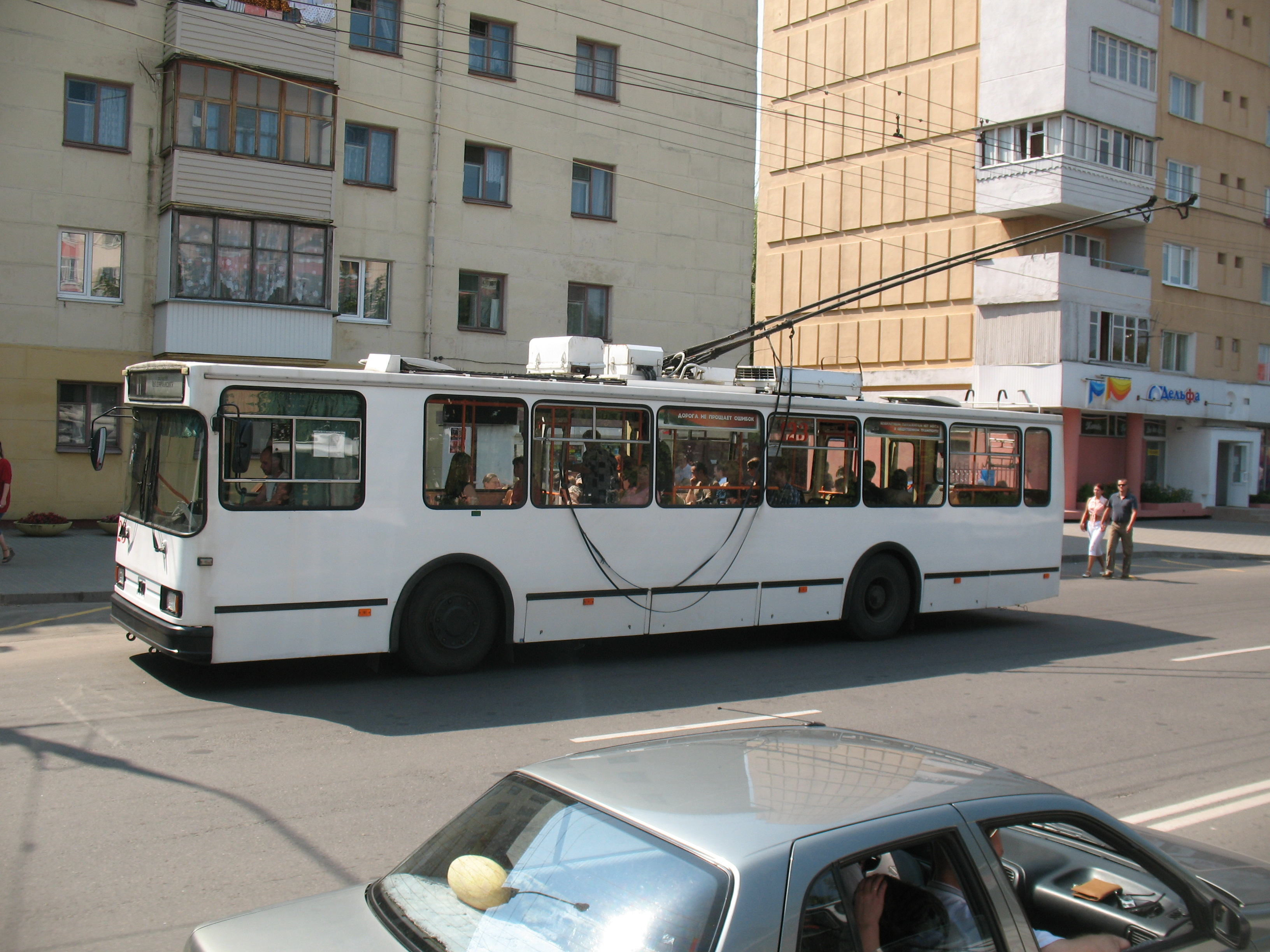
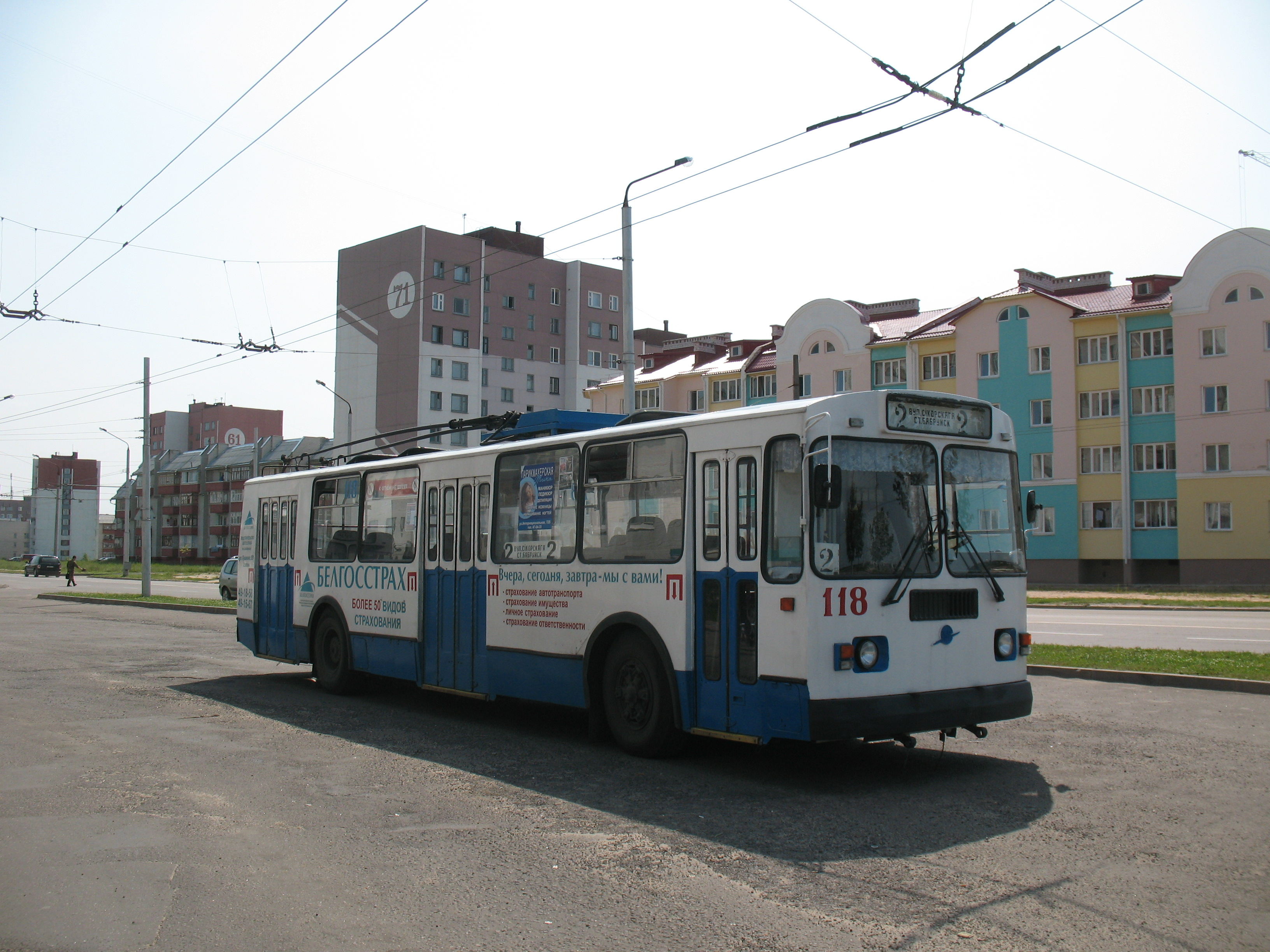
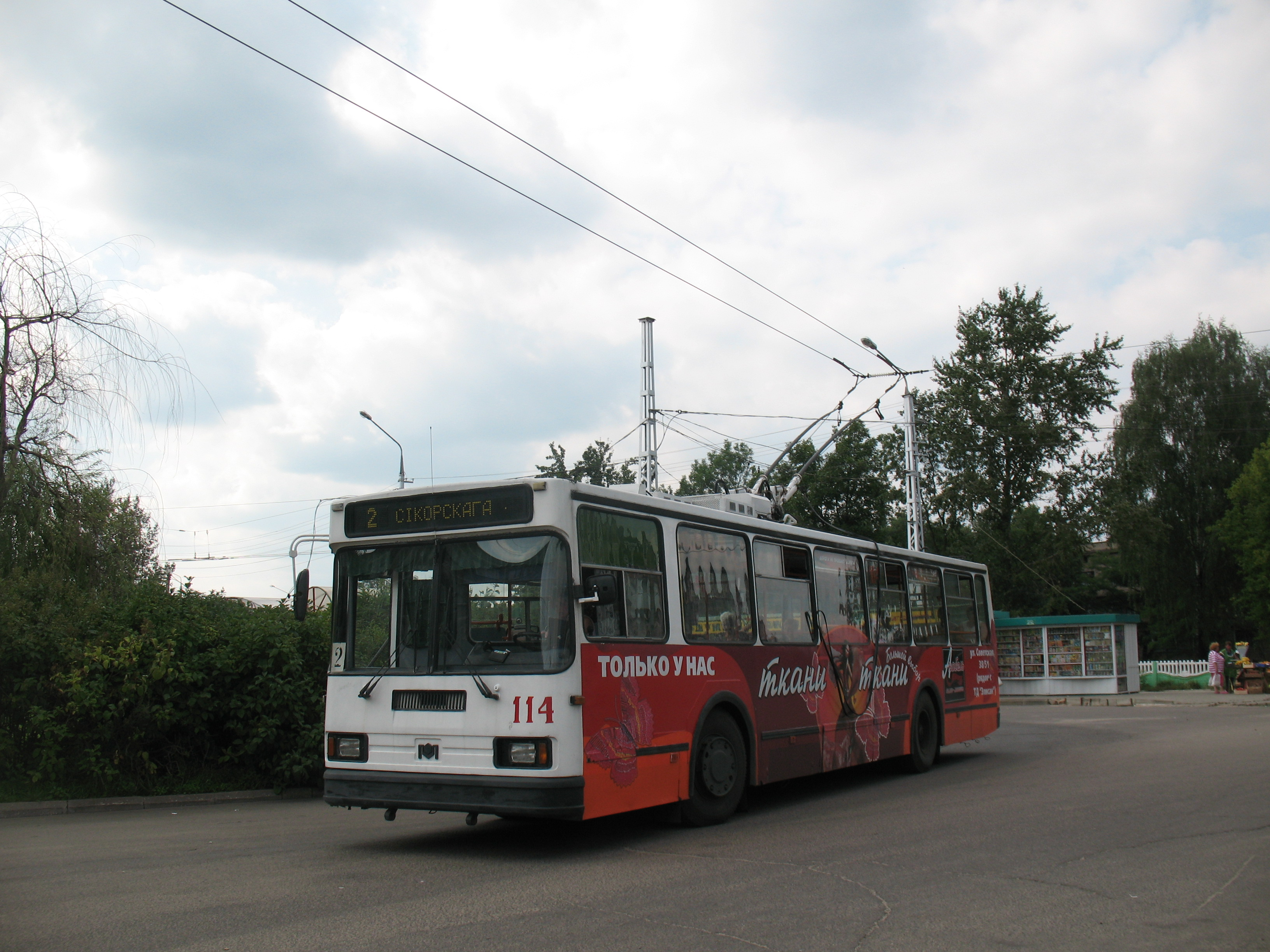
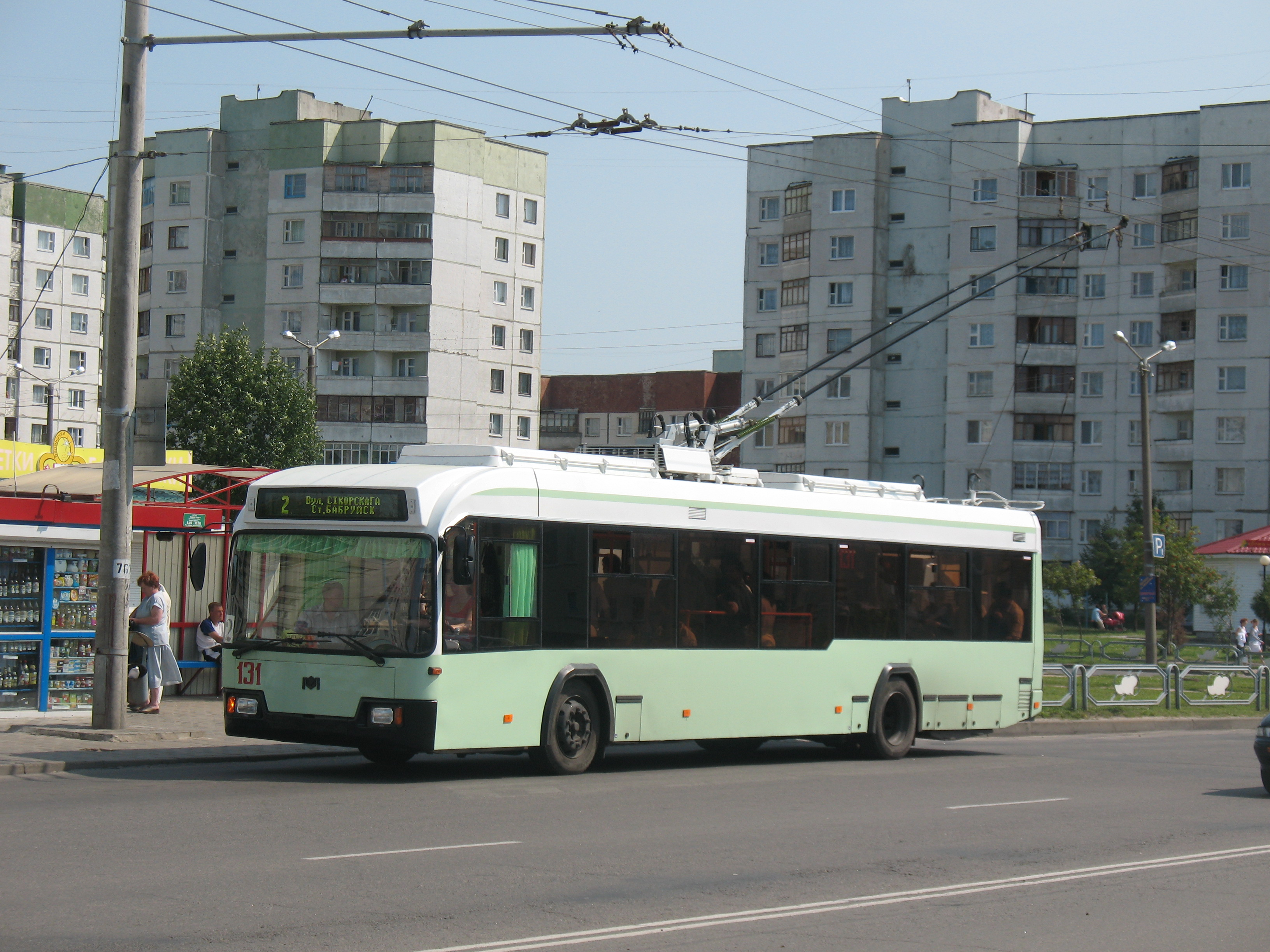
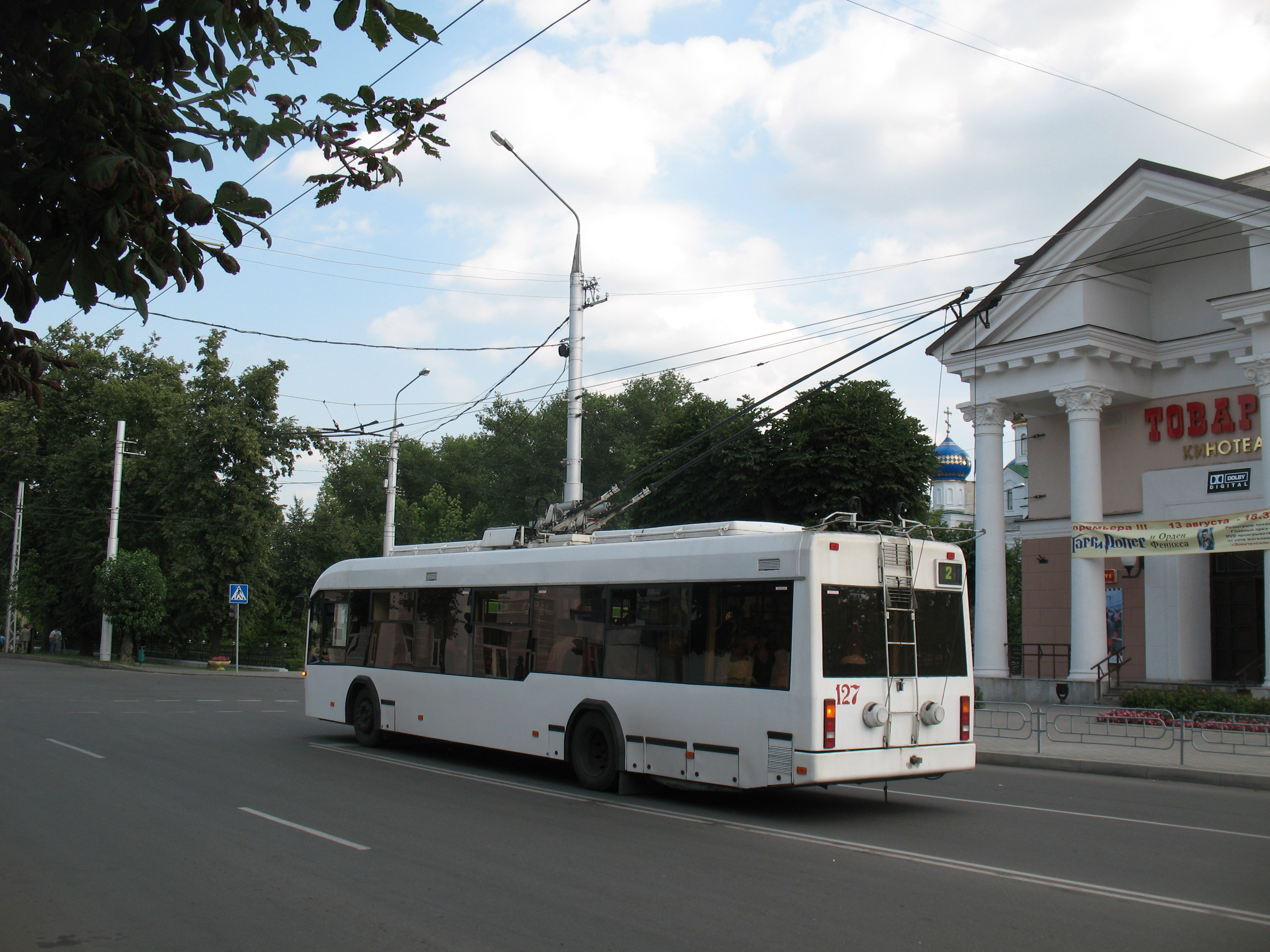
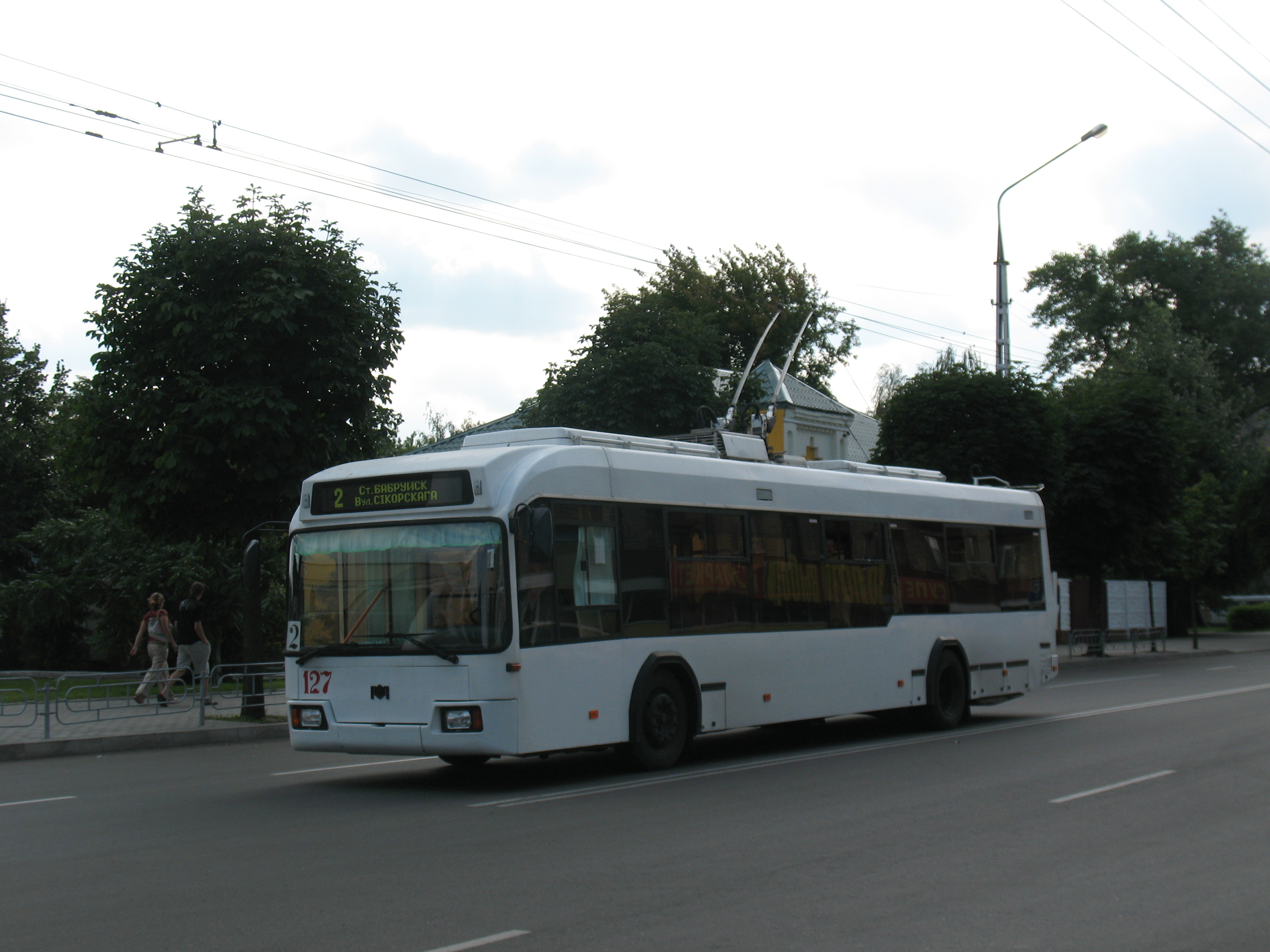
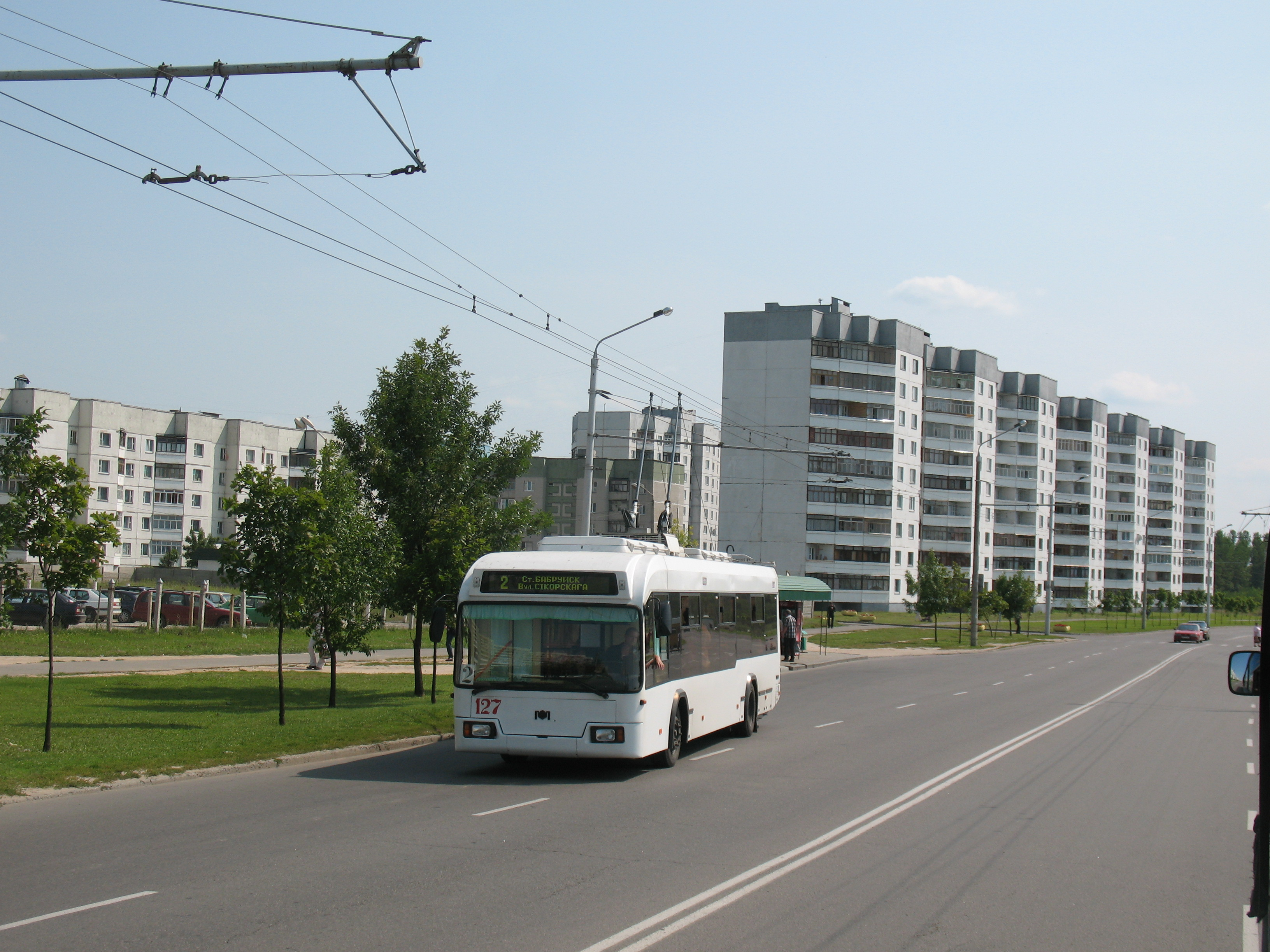
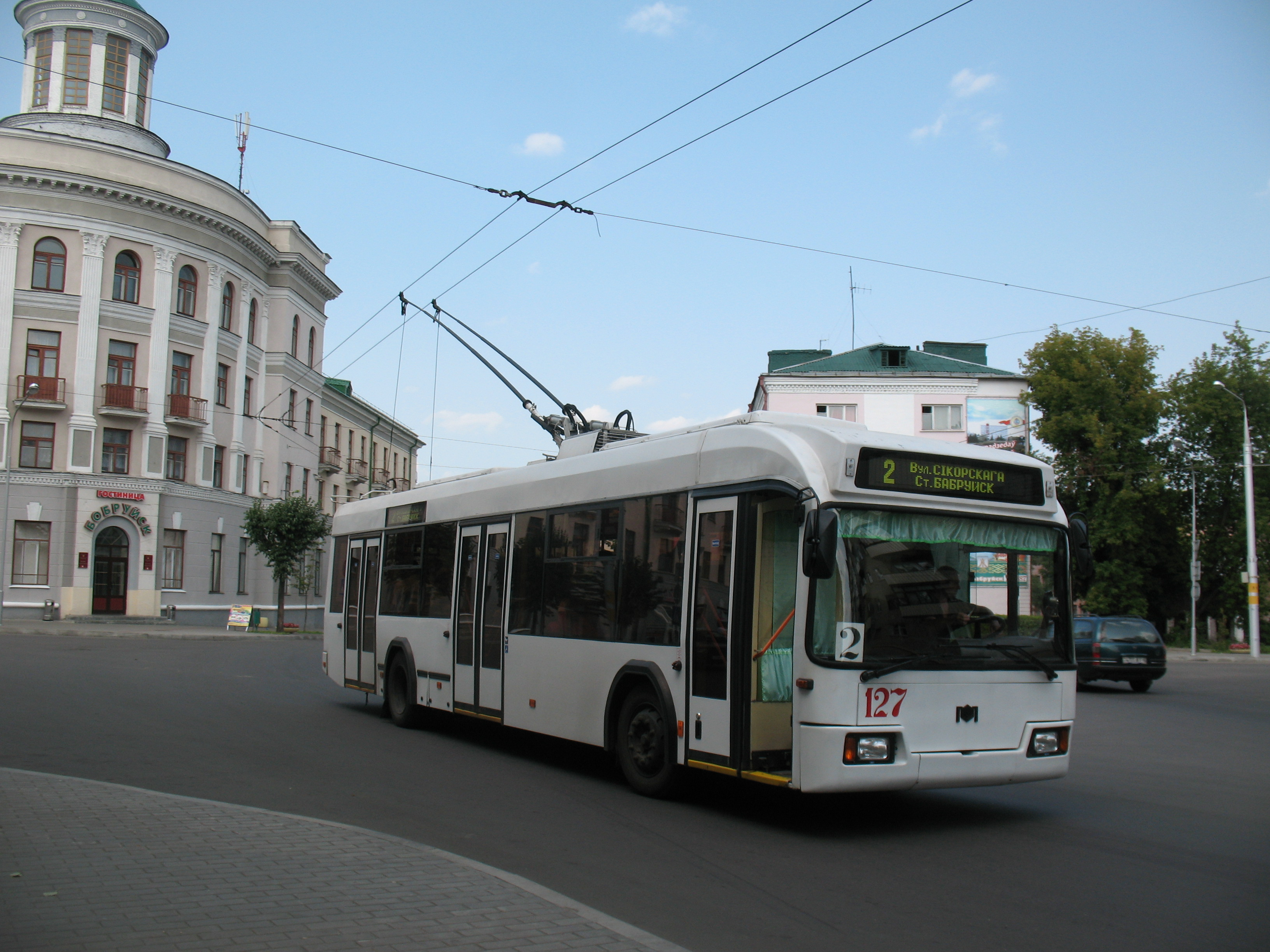
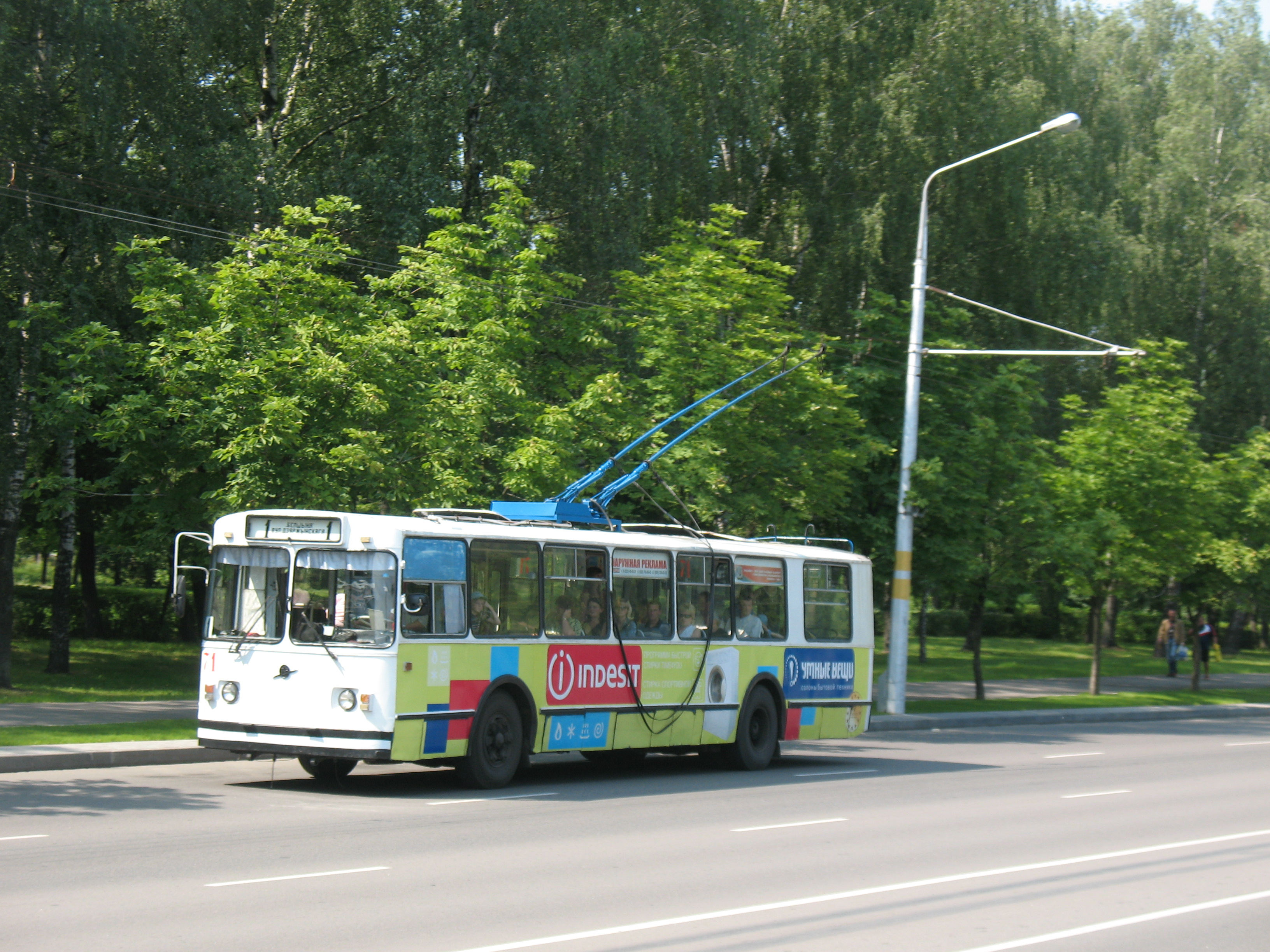
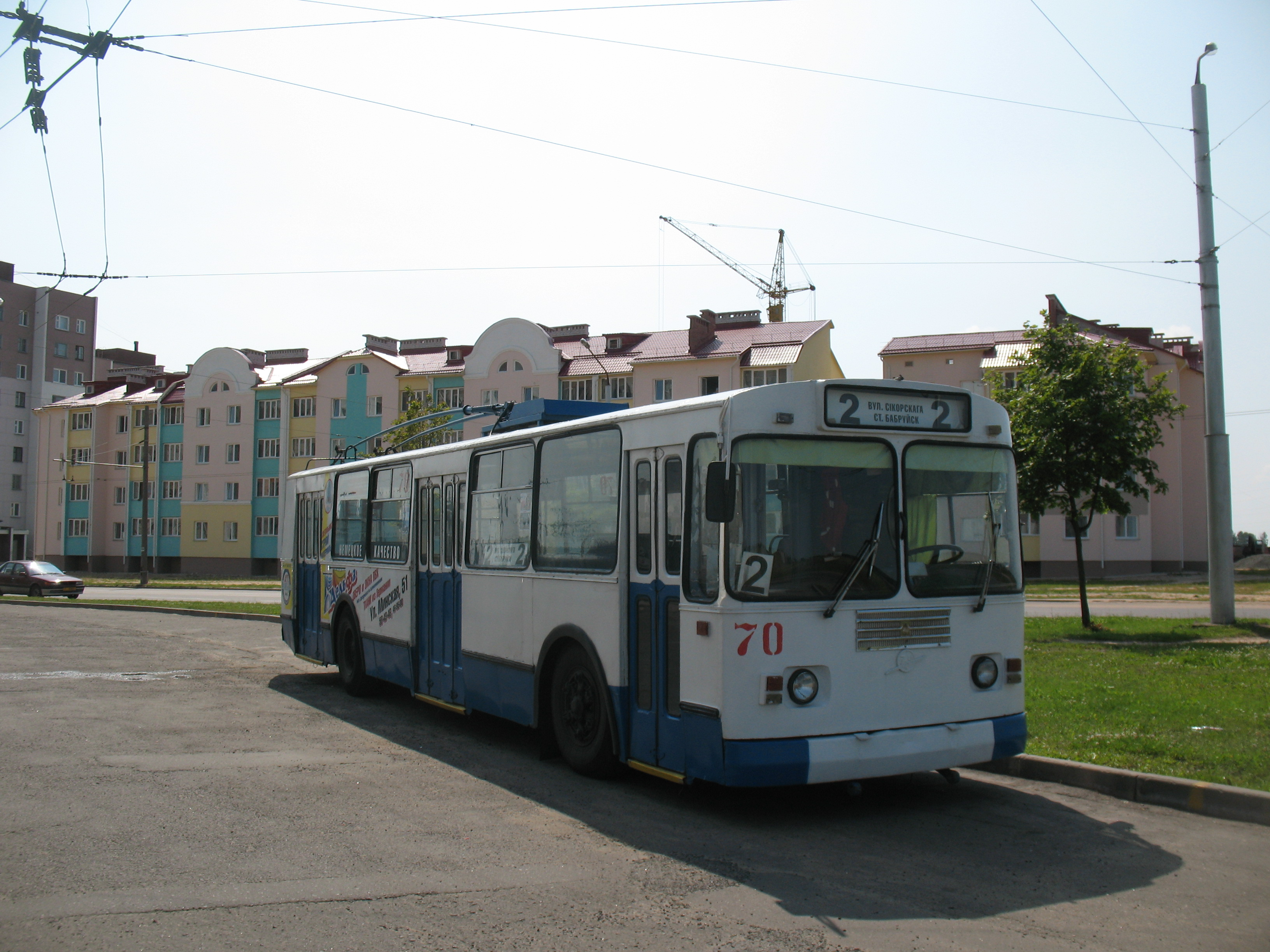
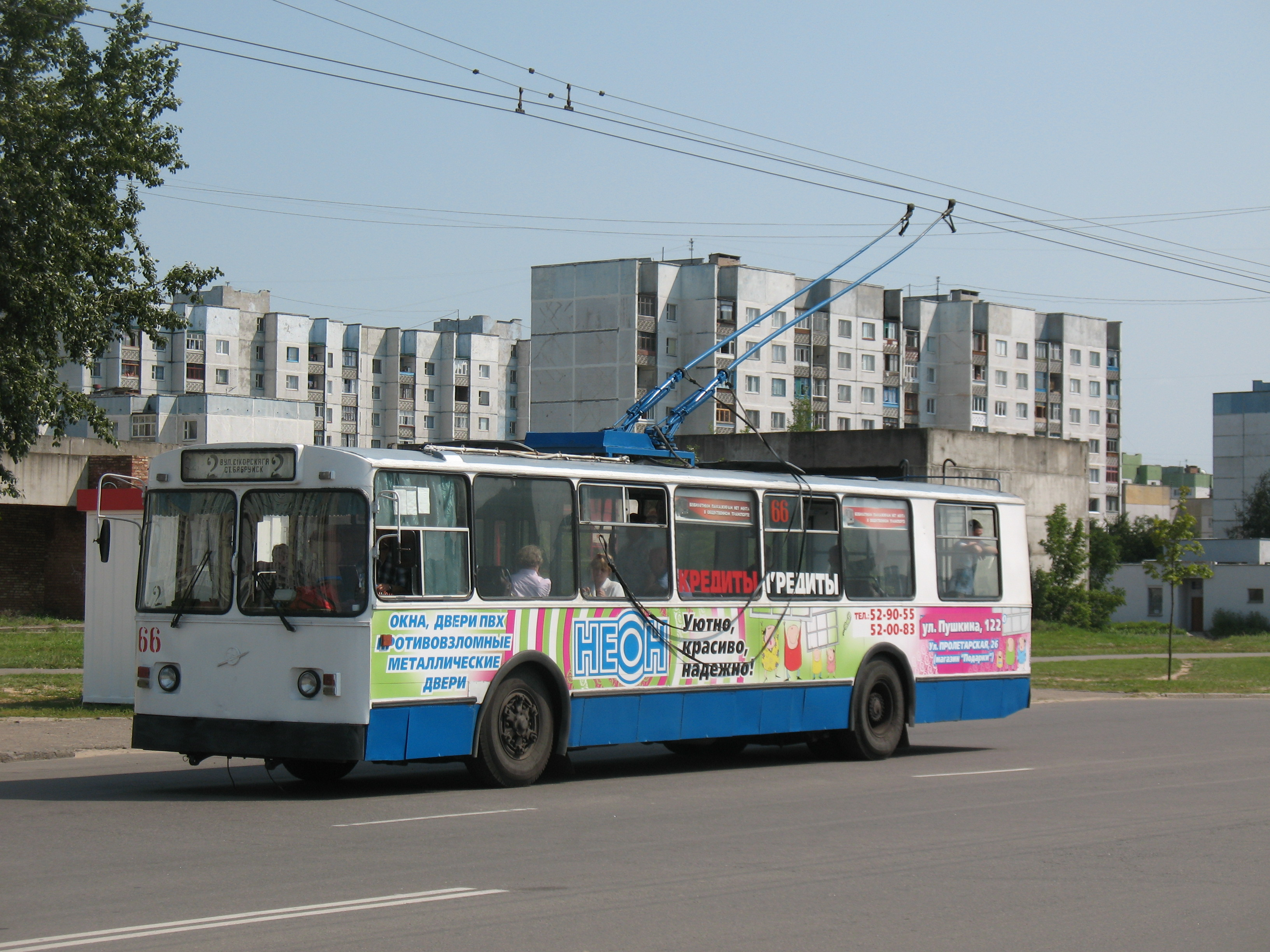
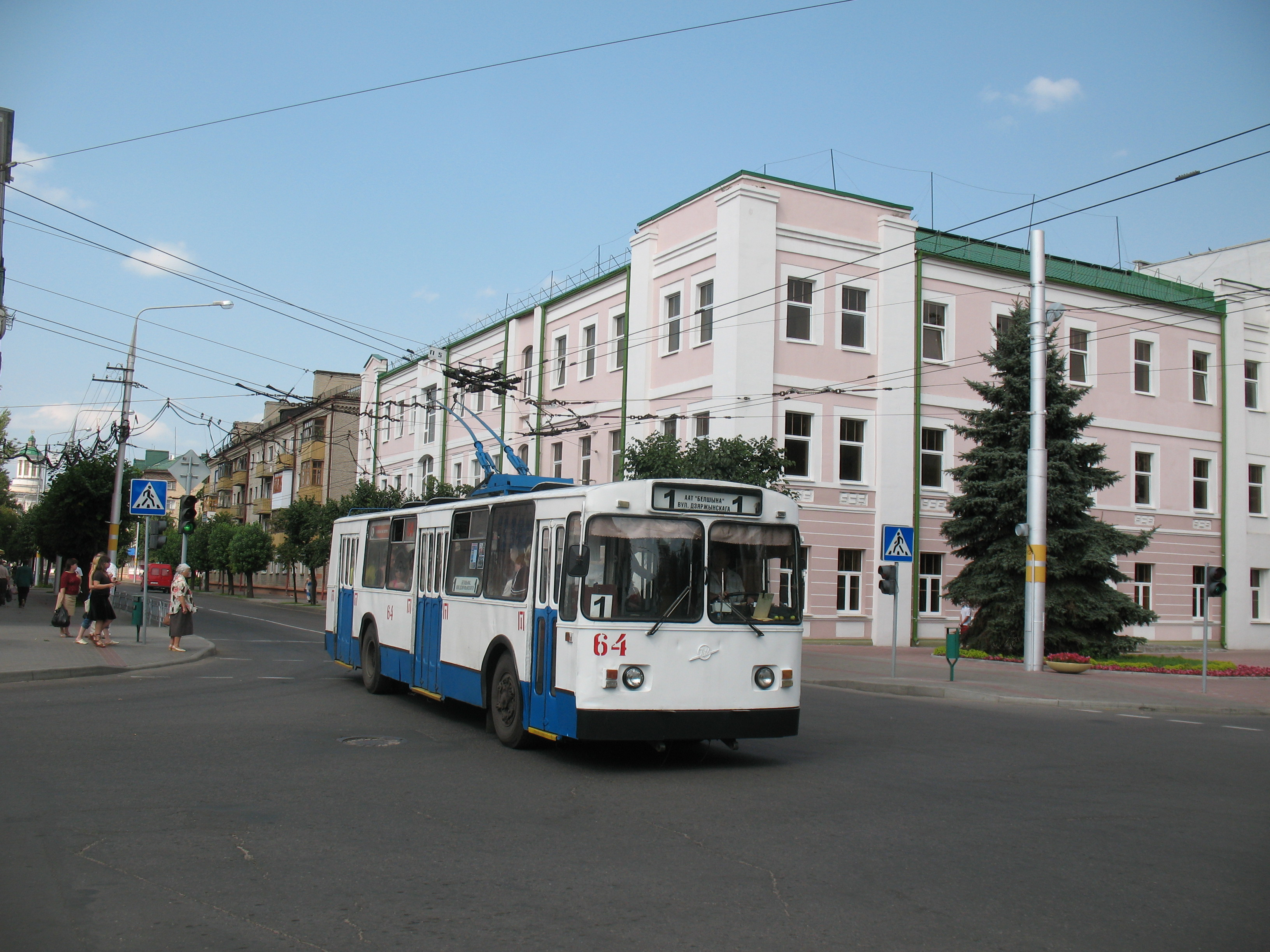
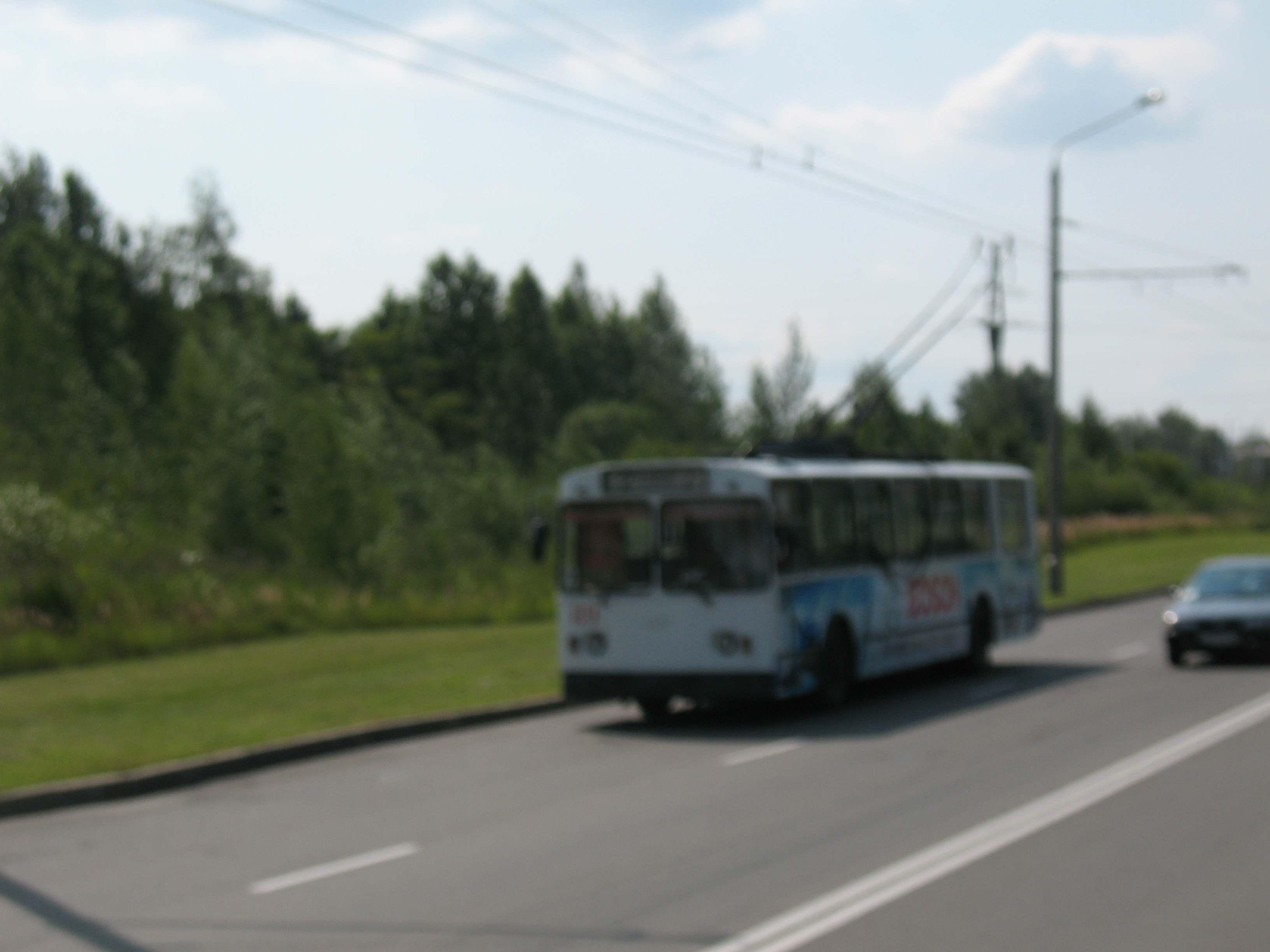
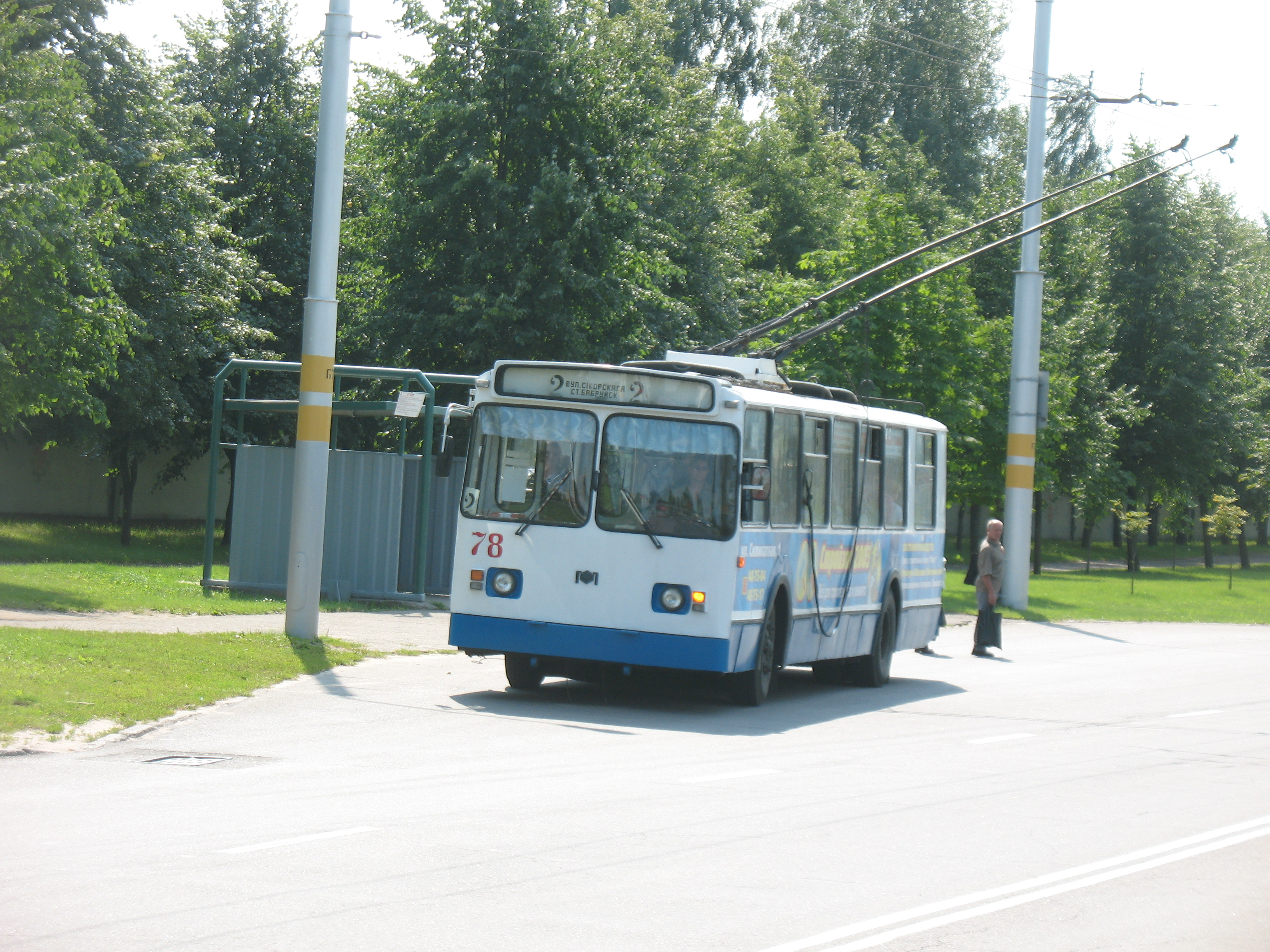
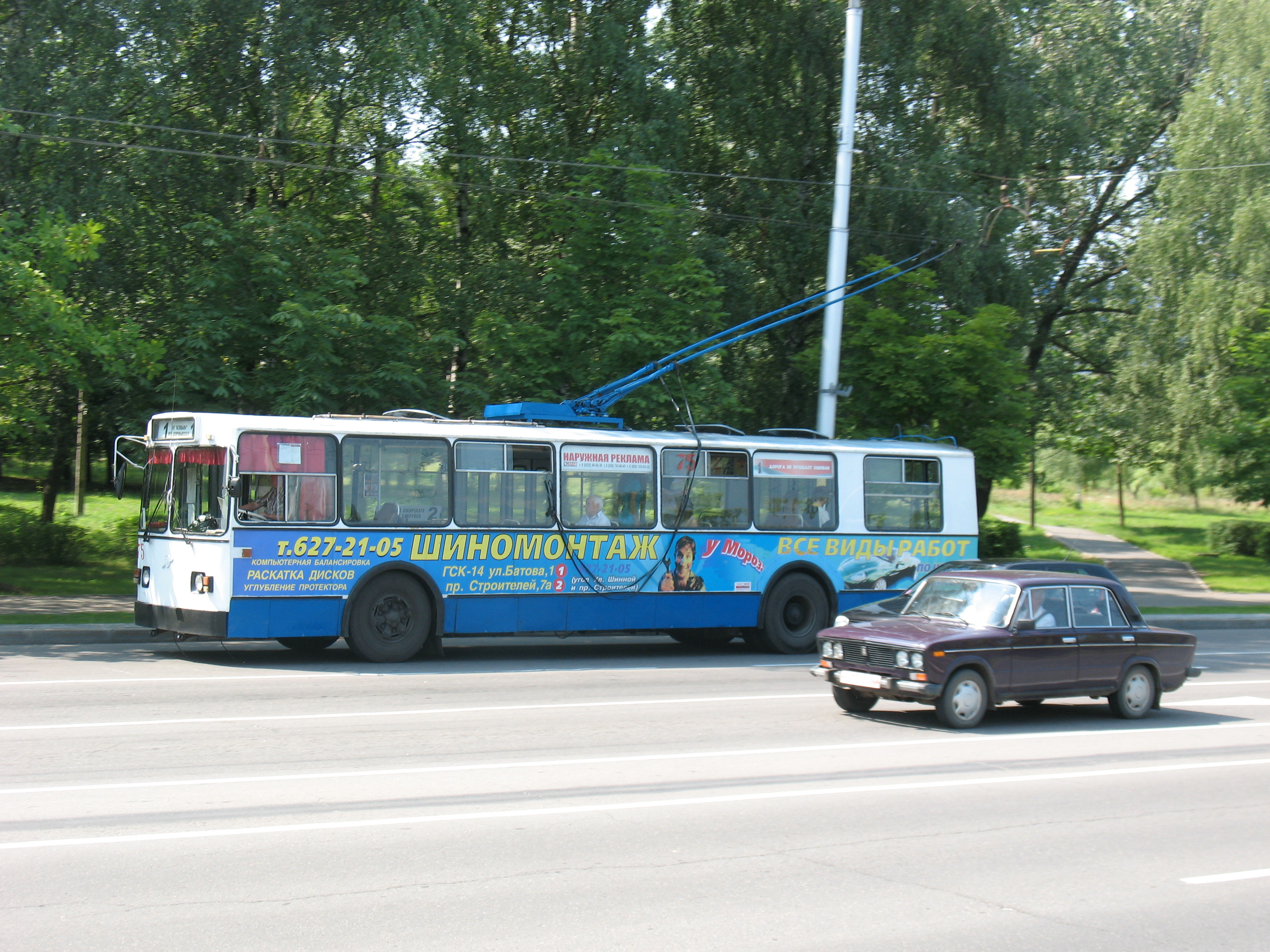
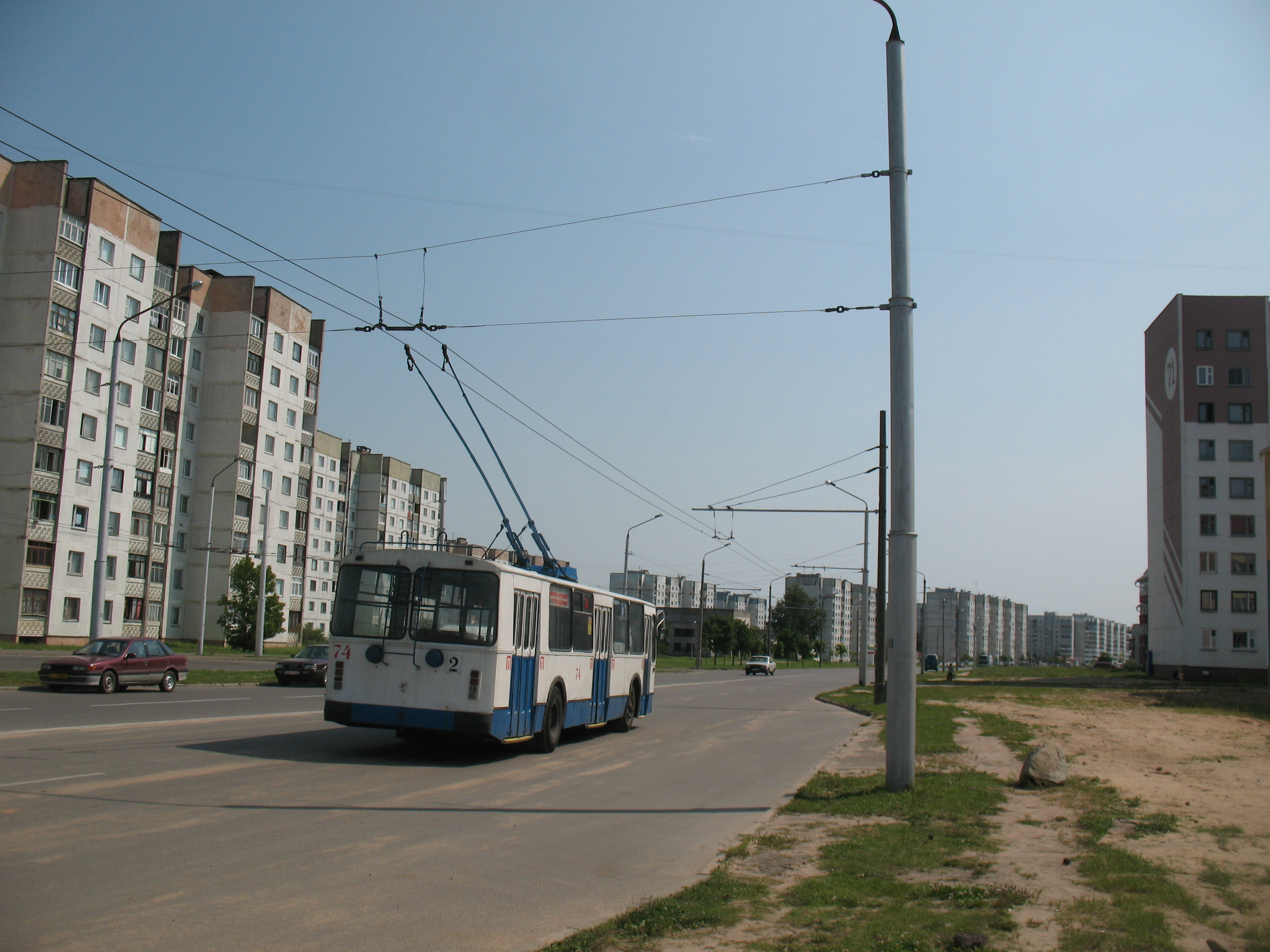
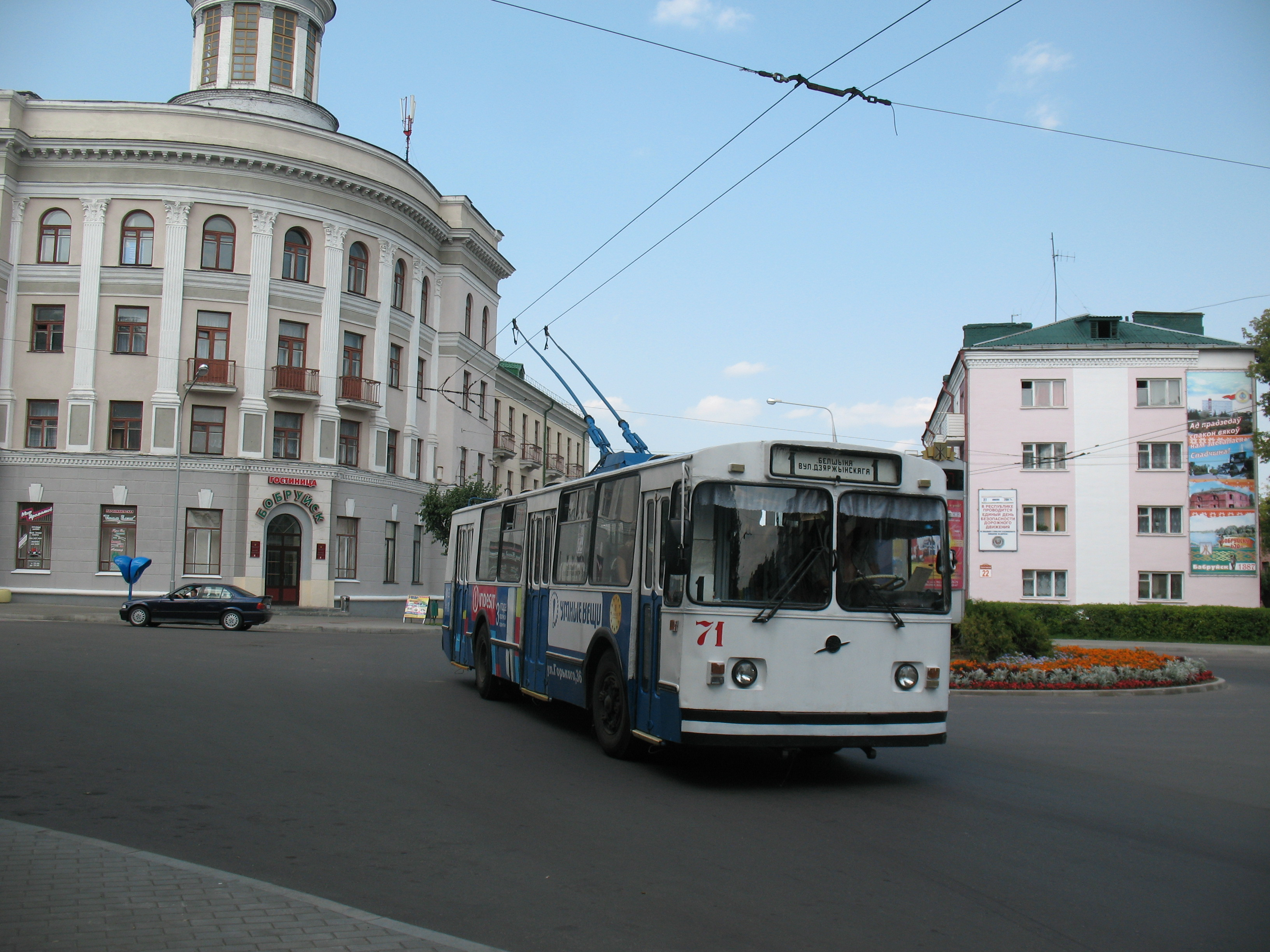
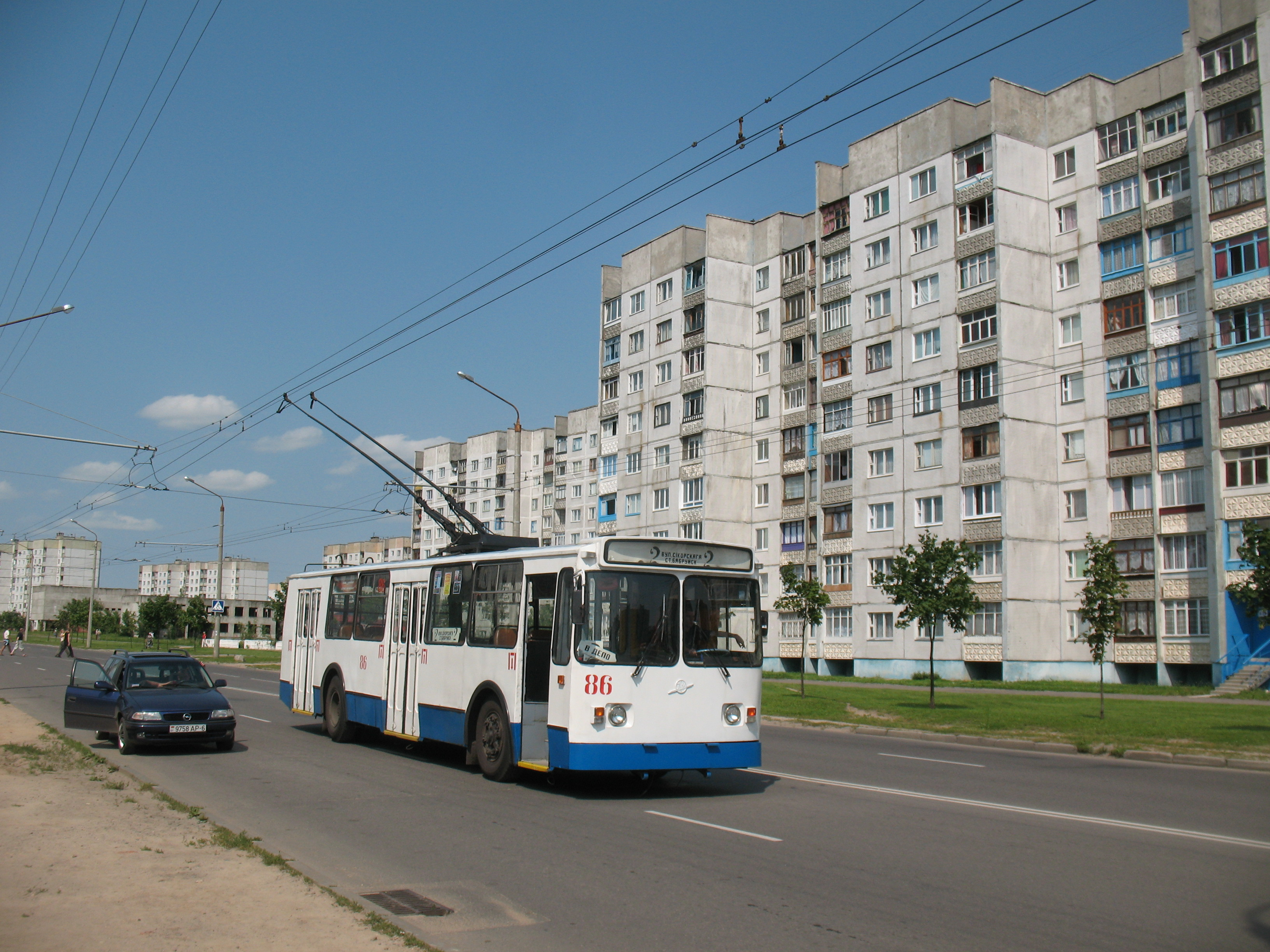
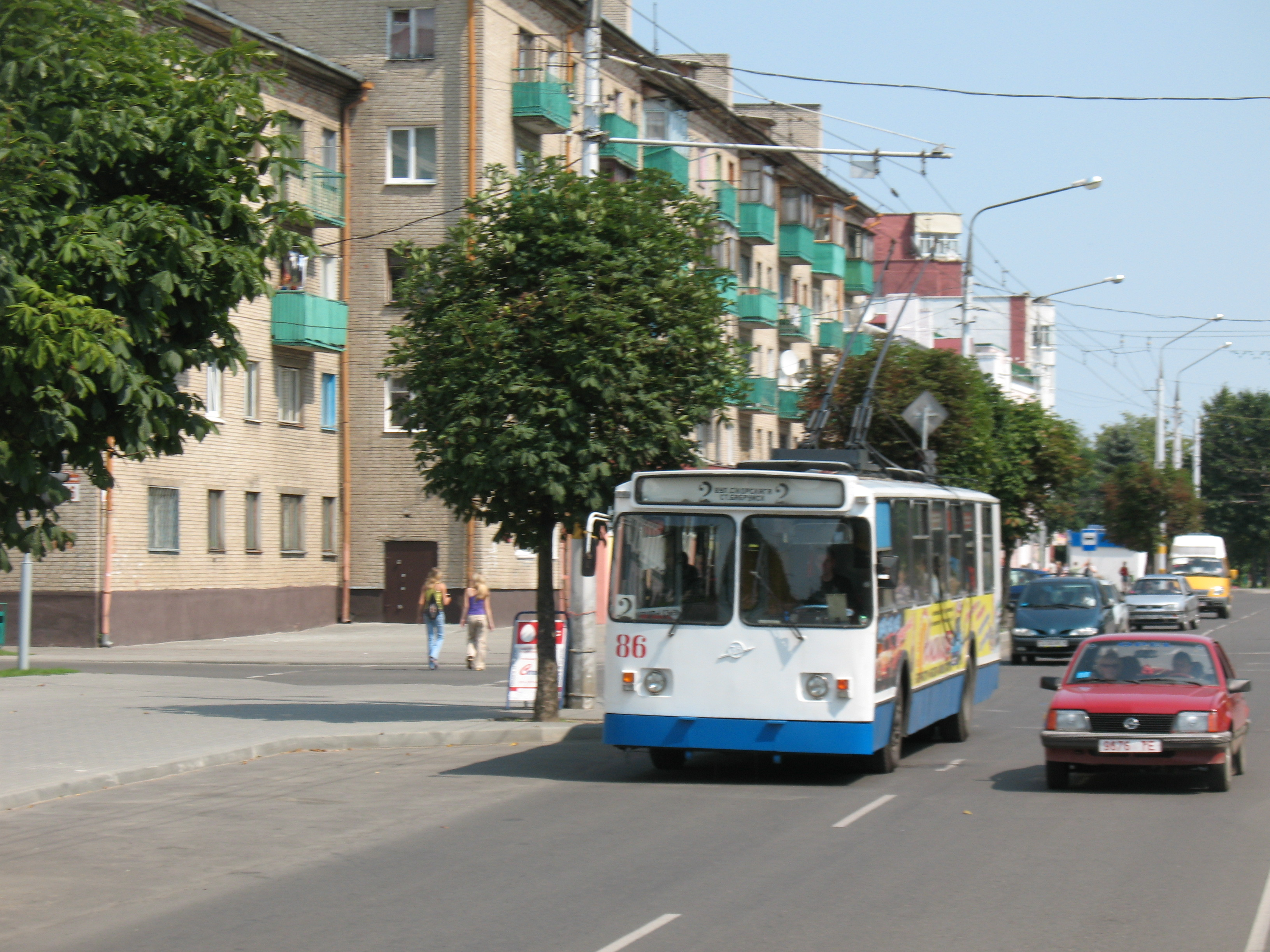
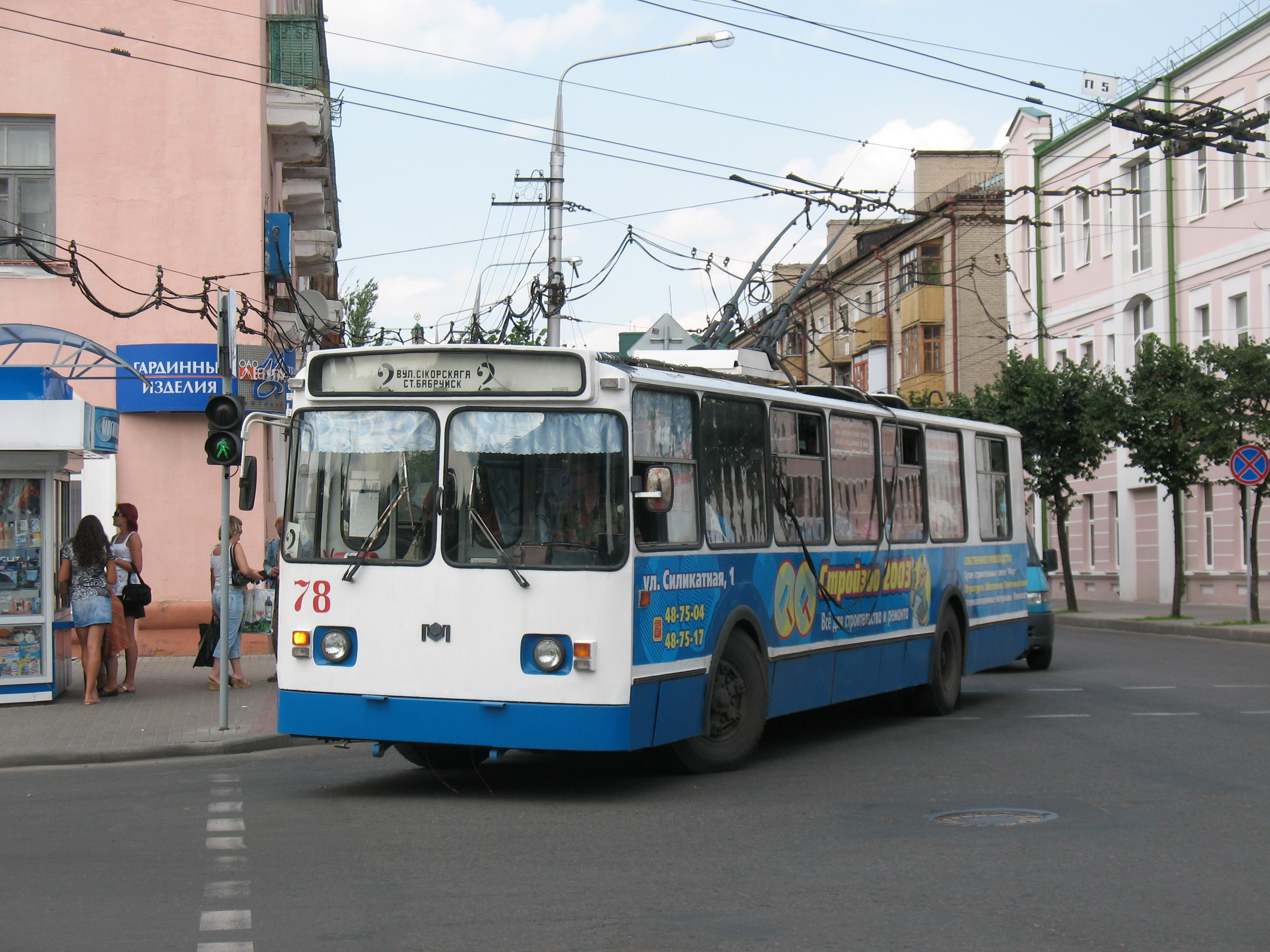
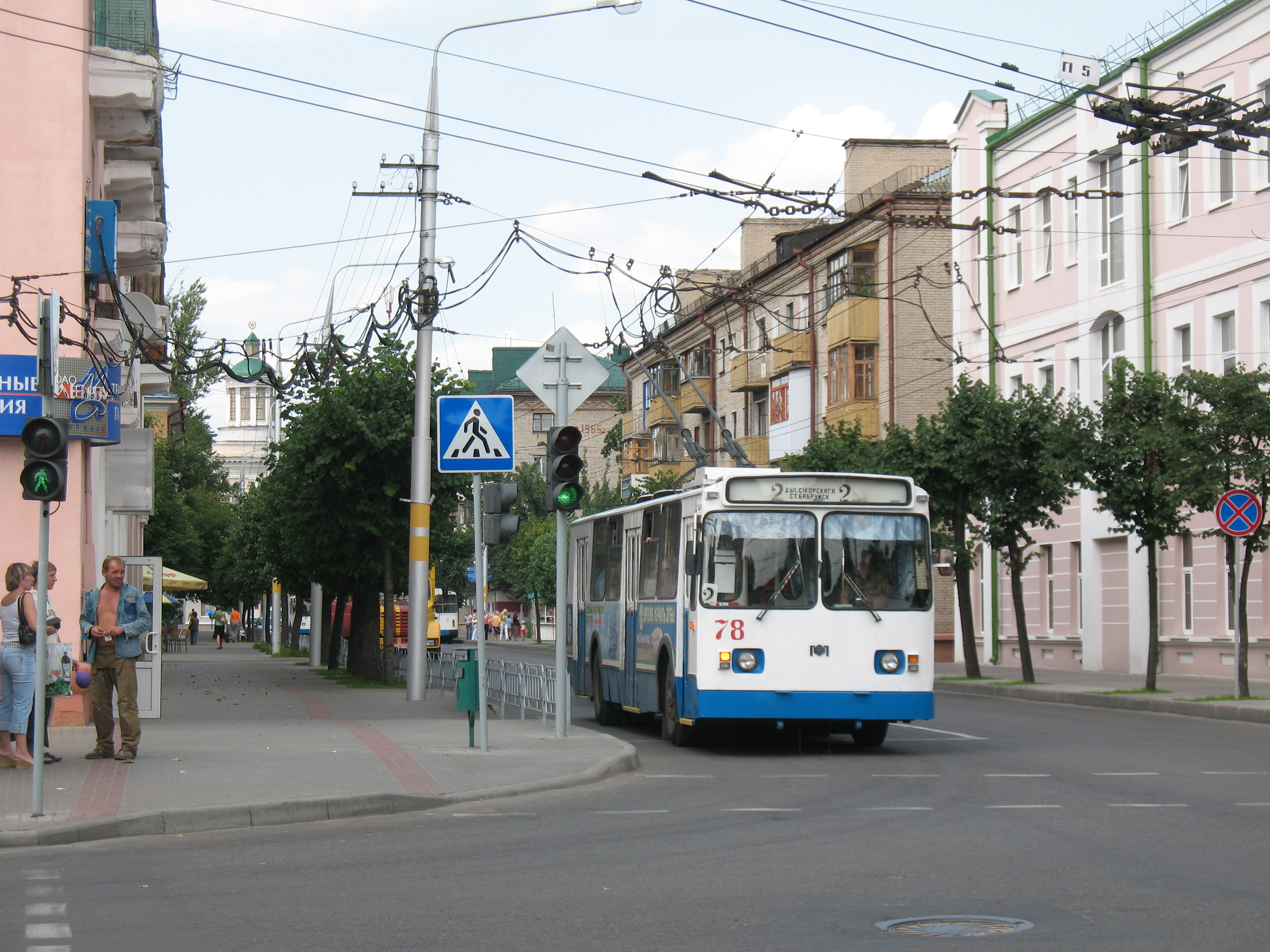
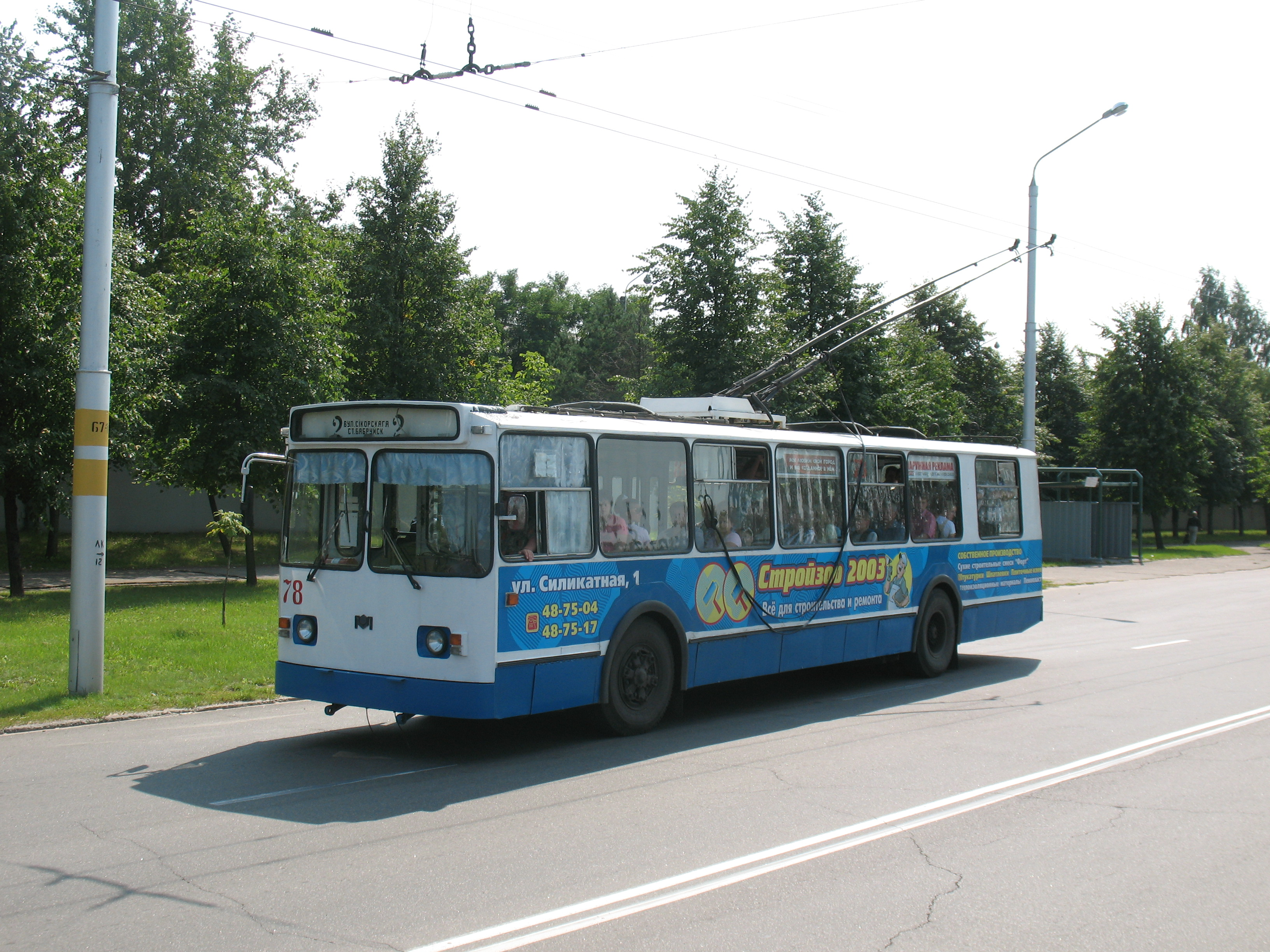
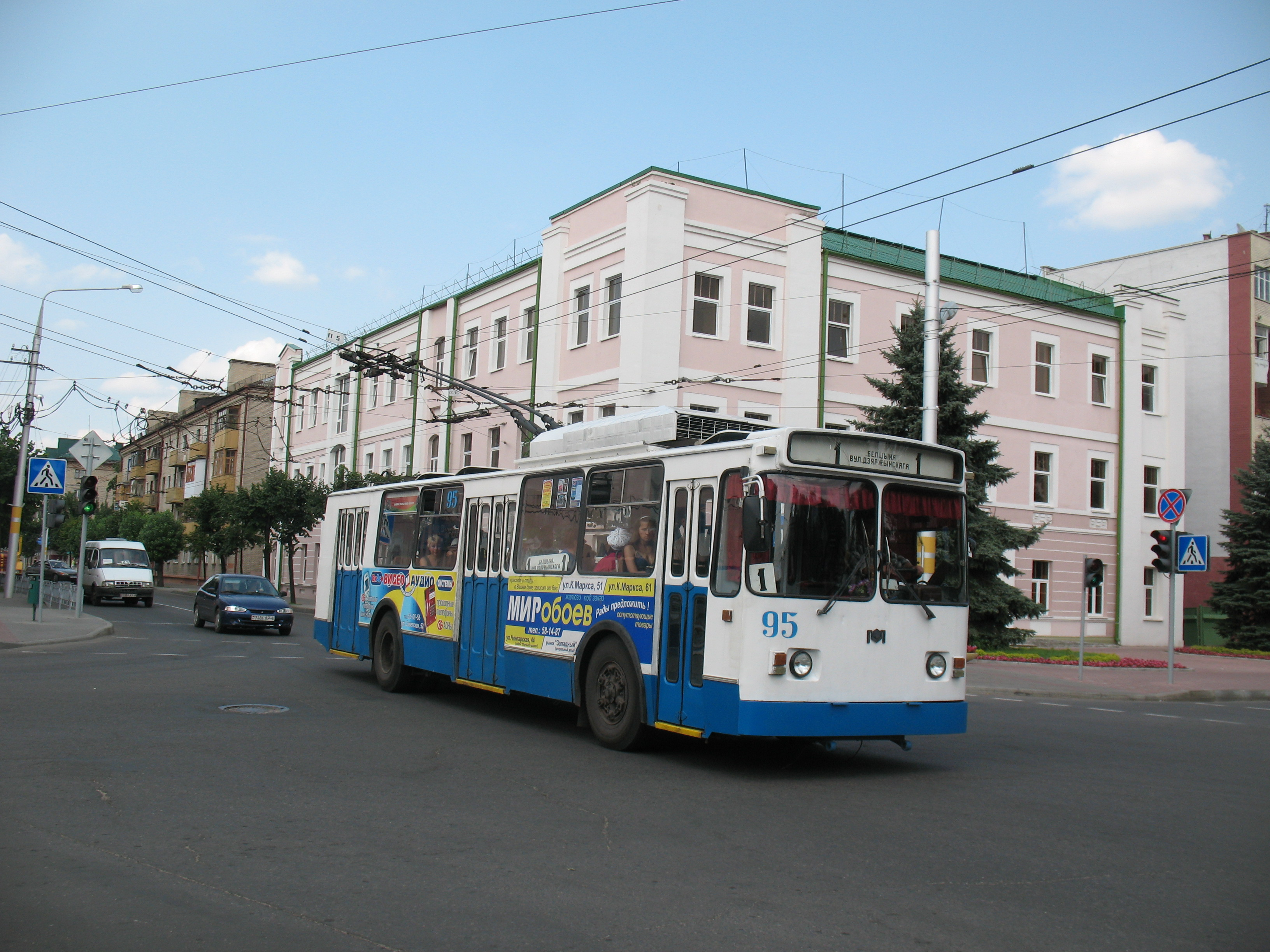
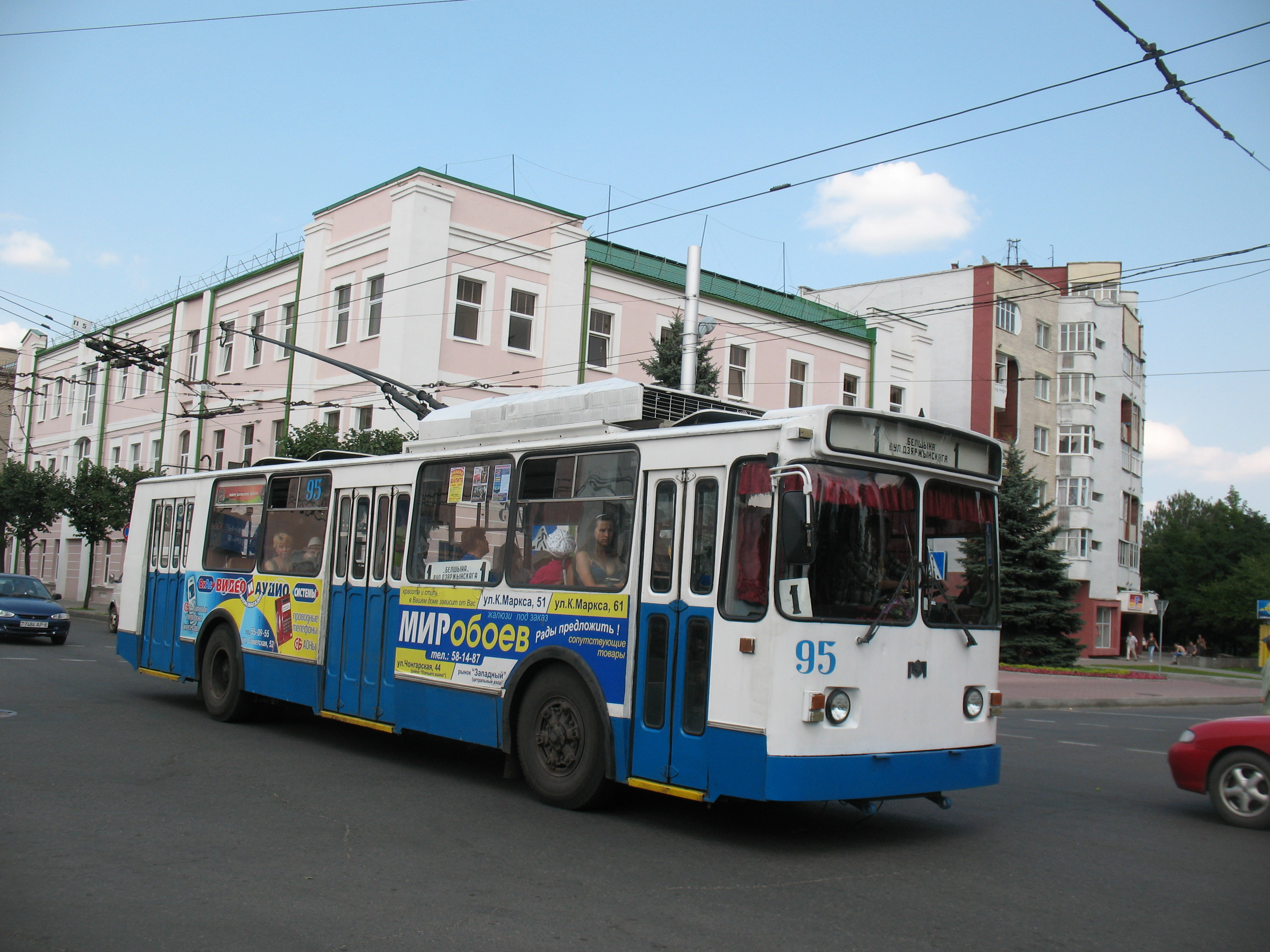
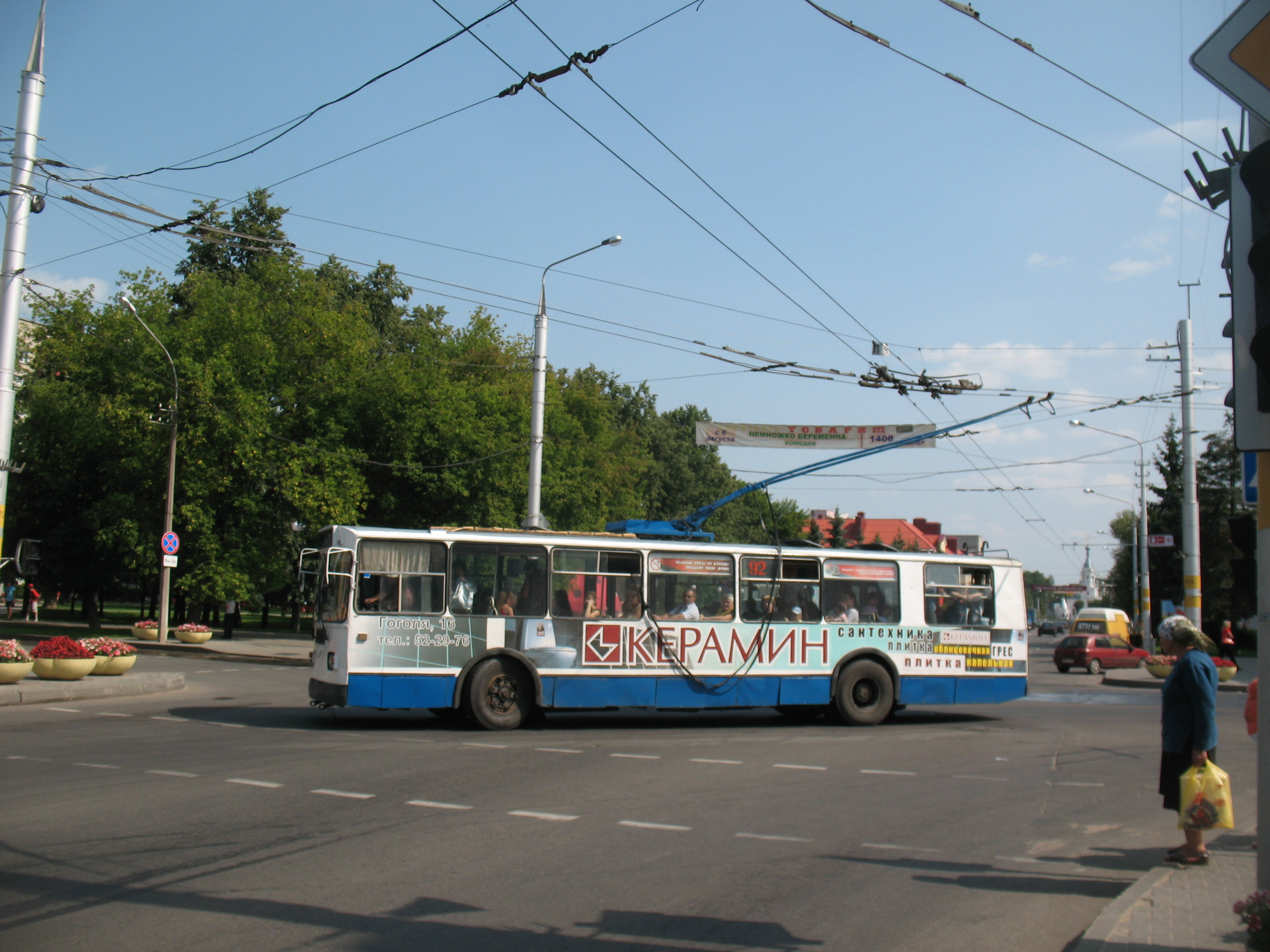
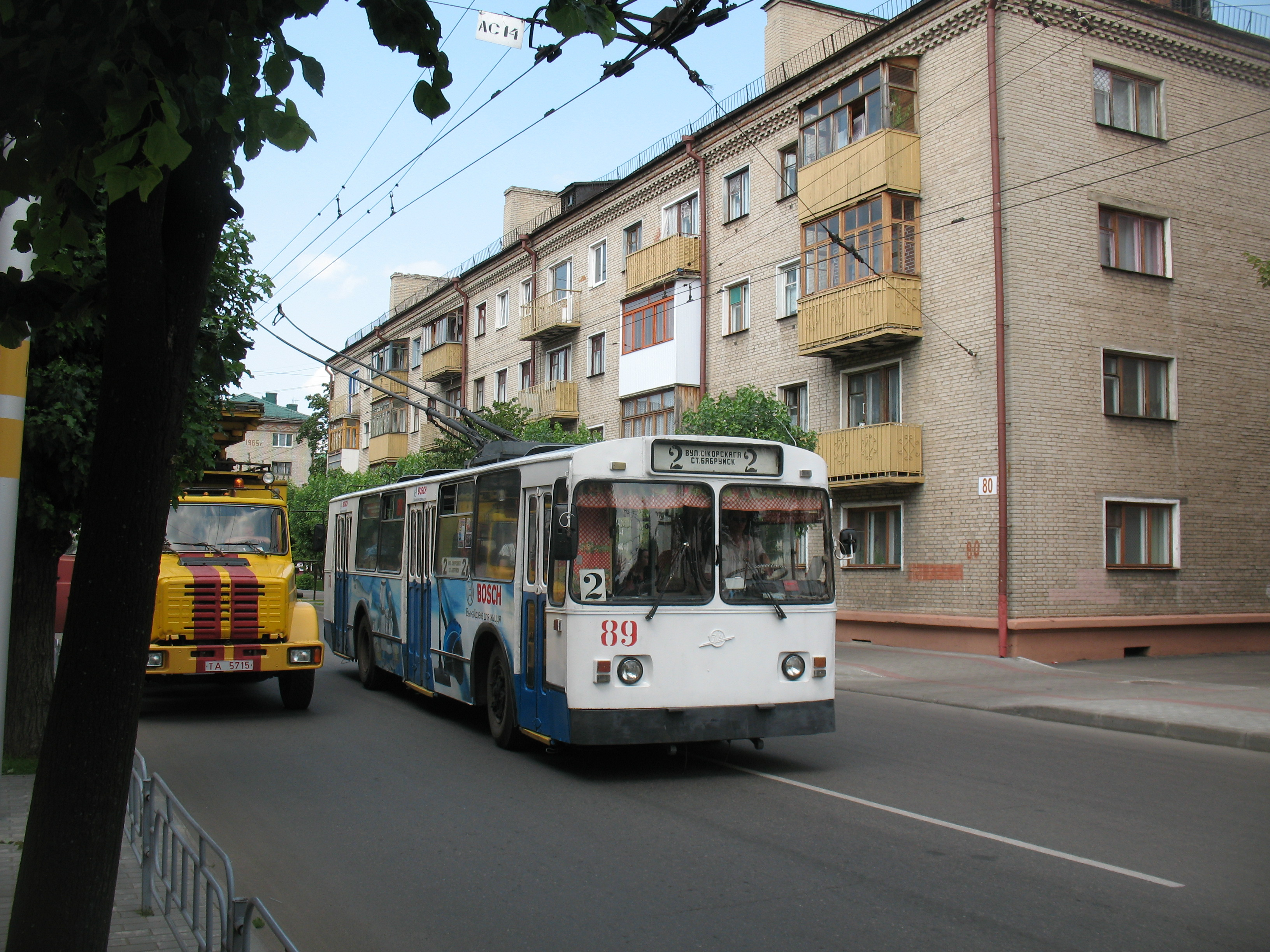
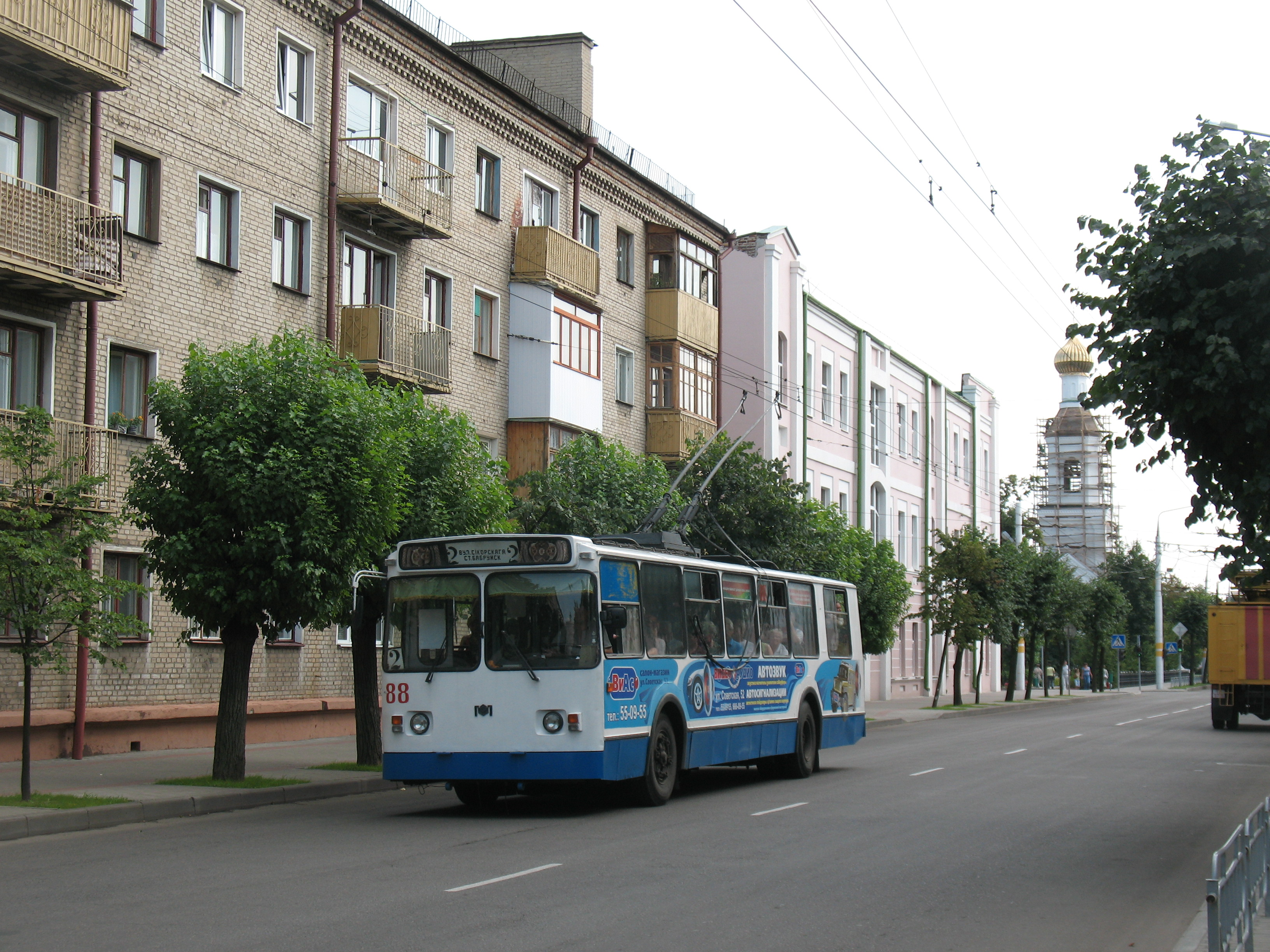
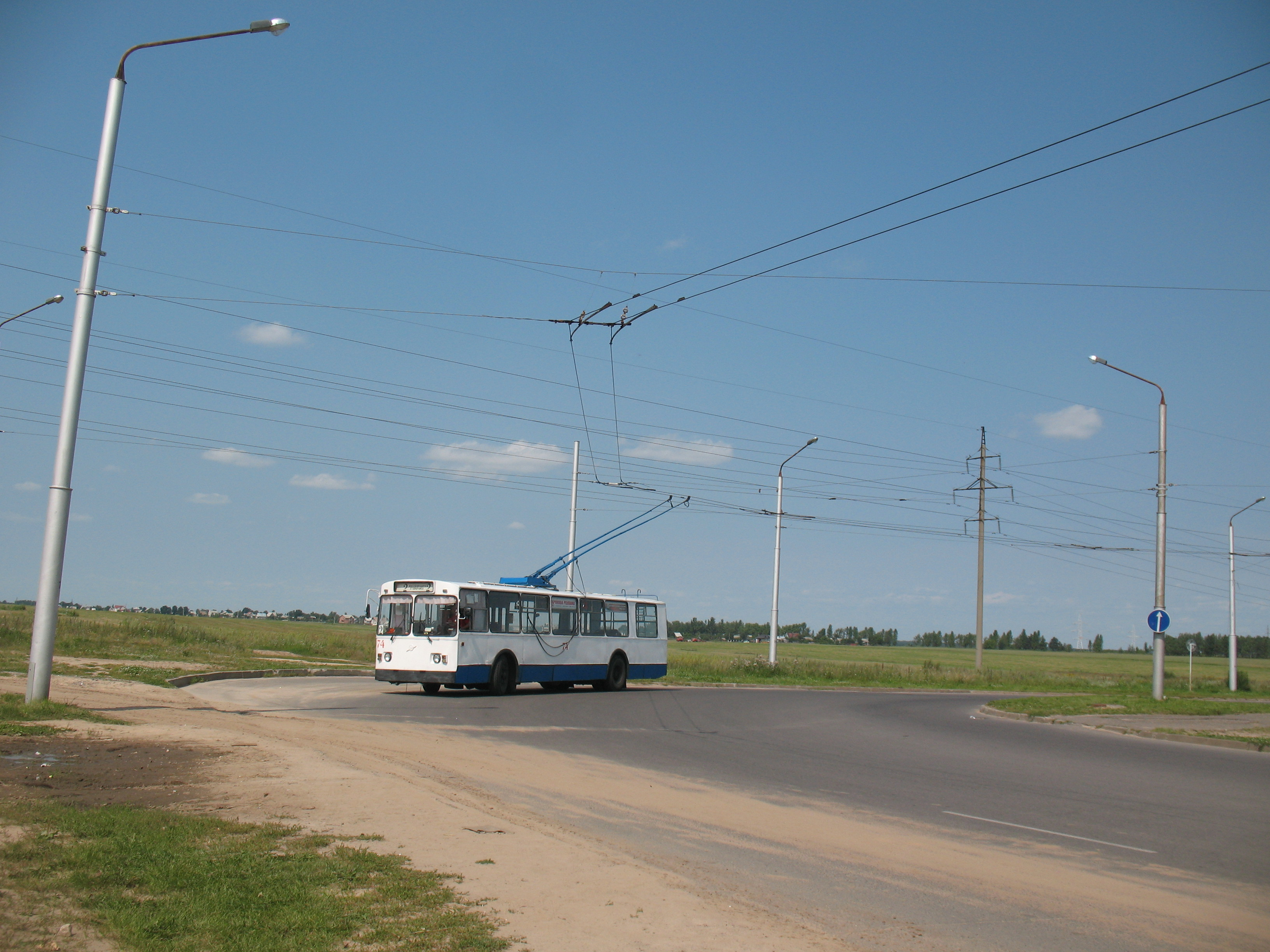